# Transports en commun de Cambrai
Le réseau TUC est le réseau de transport en commun desservant les communes de l'agglomération de Cambrai, dans le département du Nord, dans la région des Hauts-de-France.
Depuis le 1er juillet 2021, le réseau est exploité par le groupe Place Mobilité, via sa filiale Place Mobilité Agglomération de Cambrai.
En juillet 2025, le réseau est composé de 5 lignes urbaines, 10 lignes périurbaines, 4 navettes, 1 ligne parcs d'activités, et de 18 lignes scolaires.

## Histoire
Le 8 août 1983, le Syndicat Intercommunal des Transports de l'Agglomération Cambrésienne (SITAC) est créé et regroupe les communes de Cambrai, Escaudœuvres, Neuville-Saint-Rémy, Niergnies, Proville, Raillencourt-Sainte-Olle et de Sailly-lez-Cambrai. Le SITAC délègue l'exploitation du réseau de transport à la société des chemins de fer du Cambrésis (CFC). La délégation de l'exploitation est réattribuée aux CFC le 1er janvier 1999 pour une durée de dix ans.
En 2000, le réseau est entièrement restructuré, il est désormais composé de cinq lignes :
- la ligne A circulant entre la place du Luxembourg et Escaudœuvres ;
- la ligne B circulant entre Neuville-Saint-Rémy et Proville ZAC Sud ;
- la ligne C circulant entre Les Martigues Pyrénées et La Forêt ;
- la ligne D circulant entre la place du Luxembourg et Raillencourt-Sainte-Olle ;
- et la ligne E circulant entre Espaces Gares et ZAC Verdi[2].

Une ligne circulant les dimanches et jours fériés est également créée. Enfin, les lignes départementales sont rendues accessibles avec la billettique urbaine au sein du périmètre du SITAC.
En 2001, une navette reliant le centre-ville et le pont de Naves est créée. Elle permet d'augmenter la desserte dans ce secteur.
Avec la création de la communauté d'agglomération de Cambrai (CAC) et l'élargissement de celle-ci, le SITAC est dissous le 31 décembre 2002. La compétence des transports urbains et le contrat de délégation sont repris par la CAC le 1er janvier 2003.
En 2004, les CFC sont rachetés par la société Dupas Lebeda. En 2005, l'exploitation du réseau est réalisée par trois entreprises locales : Dupas Lebeda, Finand et Autocars Fouache. La société Dupas Lebeda est le principal exploitant du réseau.
Le 1er septembre 2012, le groupe Vectalia et sa filiale Vectalia Cambrai succède à la société Cambrésis Bus (filiale de RATP Dev) pour l'exploitation du réseau. Des véhicules de locations sont engagés par le nouvel exploitant dans l'attente de véhicules neufs. En 2013, le réseau est restructuré avec le passage de 5 à 8 lignes et la mise en service de nouveaux autobus MAN Lion's City.
Le 8 février 2016, la nouvelle gare routière baptisée « Station Bus » et dotée de 28 quais est mise en service. Cette nouvelle gare routière remplace l'ancienne qui était située sur le parvis de la gare de Cambrai.
Le 7 mai 2017, un autobus du réseau est volé sans effraction dans l'enceinte non sécurisée de l'exploitant. Il sera retrouvé quelques jours plus tard à Douai.
Dans la nuit du 23 au 24 mars 2019, la plupart des autobus du réseau ont été vandalisés alors qu'ils étaient stationnés dans l'enceinte de l'exploitant. Ces dégradations ont empêchées l'exploitation normale du réseau pendant plusieurs jours.
En septembre 2019, les lignes interurbaines Arc-en-Ciel 3 ne desservant que les communes de la CAC sont cédées à cette dernière par la région Hauts-de-France. Des lignes interurbaines numérotées de 9 à 18 sont ainsi créés et intégrées au réseau.
Le 1er juillet 2021, le groupe Place Mobilité et sa filiale Place Mobilité Agglomération de Cambrai succède à Vectalia pour l'exploitation du réseau pour une durée de huit ans.
Le 8 juillet 2022, le réseau TUC est restructuré, le nombre de lignes passe de 18 à 15. La ligne 1 relie désormais Escaudœuvres au quartier Martin Martine, la ligne 2 relie la Station Bus au quartier Amérique, la ligne 3 relie la Station Bus à la zone commerciale Cambrai Sud en desservant Proville, la ligne 4 relie Cambrai à Neuville-Saint-Rémy et la ligne 5 relie le centre universitaire de Cambrai à Marcoing en traversant le centre-ville de Cambrai. Le réseau interurbain subit également des modifications. Deux nouvelles navettes N3 et N4 sont également créées en plus des deux existantes N1 et N2. La navette N1 effectue une boucle autour du centre-ville de Cambrai, la navette N2 relie le centre-ville aux quartiers Victor Hugo et Amérique, la navette N3 dessert l'hyper centre de Cambrai et la navette N4 assure la desserte des zones d'activités Actipôle et Cantimpré. Des lignes scolaires, numérotées de S20 à S140, ainsi qu'un service de transport à la demande sont créés. Le matériel roulant du réseau est renouvelé avec l'acquisition de midibus et de minibus roulant au gaz naturel, un minibus électrique est également acquis pour l'exploitation de la navette N3. L'identité visuelle est revue avec un nouveau logo et une nouvelle découpe pour les véhicules. La gratuité est instauré le samedi pour tous les usagers, les navettes desservant le centre de Cambrai sont également gratuites tous les jours. Le paiement par carte bancaire est également déployé dans les véhicules.
Dès le 2 septembre 2024, la gratuité déjà effective pour les lycéens, est étendue aux collégiens, écoliers des Regroupements Pédagogiques Intercommunaux, ainsi qu'aux usagers du service TPMR Mobi+. Par ailleurs, le paiement par carte bancaire à bord des bus est arrêté, mais il est toujours possible d'acheter ses titres par carte bancaire via l'application mobile.
Le 15 juillet 2025, la gratuité est étendue aux étudiants résidant dans une des communes du périmètre ainsi qu'aux personnes de plus de 60 ans. De plus, la ligne 1 est scindée en deux lignes distinctes. Le tronçon Station Bus - Escaudœuvres restant la ligne 1, tandis que le tronçon Station Bus - Martin Martine devient la ligne N4, nouvelle nouvelle gratuite qui s'ajoute aux trois autres déjà existantes. L'offre sur ces deux lignes est par ailleurs augmentée en période scolaire et de petites vacances scolaires pour la porter à un bus toutes les 40 à 60 minutes, au lieu de toutes les 60 minutes précédemment. La navette parcs d'activités Actipôle - Cantimpré qui occupait la référence N4 auparavant devient la ligne Z1. Enfin, parmi les changements plus mineurs, des dessertes d'arrêts sont ajoutées sur certaines lignes. En effet, la desserte de l'arrêt Mail Saint Martin est ajoutée à la ligne 1, la ligne N1 dessert maintenant l'arrêt Poissonniers. Le tronçon Station Bus - Martin Martine devenu ligne N4 passe dorénavant directement par le centre-ville et un arrêt s'ajoute en bout de ligne pour desservir l'arrêt Lamartine qui devient le terminus.

## Réseau actuel

### Lignes urbaines
Les lignes urbaines desservent principalement Cambrai et sa première couronne, elles sont numérotées de 1 à 5.
| Ligne | Caractéristiques | Caractéristiques                                              | Caractéristiques                                              | Caractéristiques                                              | Caractéristiques                                              | Caractéristiques                                              | Caractéristiques                                              | Caractéristiques                                              | Caractéristiques                                              |
| 1     | Cambrai – Station Bus ⥋ Escaudœuvres – Stade Marceau Dhordain | Cambrai – Station Bus ⥋ Escaudœuvres – Stade Marceau Dhordain | Cambrai – Station Bus ⥋ Escaudœuvres – Stade Marceau Dhordain | Cambrai – Station Bus ⥋ Escaudœuvres – Stade Marceau Dhordain | Cambrai – Station Bus ⥋ Escaudœuvres – Stade Marceau Dhordain | Cambrai – Station Bus ⥋ Escaudœuvres – Stade Marceau Dhordain | Cambrai – Station Bus ⥋ Escaudœuvres – Stade Marceau Dhordain | Cambrai – Station Bus ⥋ Escaudœuvres – Stade Marceau Dhordain | Cambrai – Station Bus ⥋ Escaudœuvres – Stade Marceau Dhordain |
| ----- | --- | ------------------------------------------------------------- | ------------------------------------------------------------- | ------------------------------------------------------------- | ------------------------------------------------------------- | ------------------------------------------------------------- | ------------------------------------------------------------- | ------------------------------------------------------------- | ------------------------------------------------------------- |
| 1     | Ouverture / Fermeture 8 juillet 2022 / — | Longueur 5,4 km                                               | Durée 13-20 min                                               | Nb. d’arrêts 15                                               | Matériel Urbanway 10 GNV                                      | Jours de fonctionnement L, Ma, Me, J, V, S                    | Jour / Soir / Nuit / Fêtes O / N / N / N                      | Voy. / an —                                                   | Exploitant Place Mobilité Agglomération de Cambrai            |
| 1     | Desserte : - Communes : Cambrai – Escaudœuvres - Principaux lieux desservis : Gare de Cambrai, Hôtel de ville de Cambrai, Centre-ville de Cambrai, Cimetière de la Porte Notre-Dame, Centre commercial Auchan Cambrai, Mairie d'Escaudœuvres, Gare d'Escaudœuvres, Stade Marceau Dhordain. |                                                               |                                                               |                                                               |                                                               |                                                               |                                                               |                                                               |                                                               |
| 1     | Autre : - Amplitude horaire et fréquence : - du lundi au vendredi : de 7 h 5 à 19 h 55 avec un bus toutes les 40 à 60 minutes. - samedis : de 7 h 30 à 19 h 15 avec un bus toutes les 95 minutes. - du lundi au samedi en période estivale : de 7 h 30 à 19 h 15 avec un bus toutes les 95 minutes. - Particularités : - La ligne 9 effectue des doublages de la ligne 1 sur l'essentiel de son tracé tout au long de la journée. - Date de dernière mise à jour : 17 juillet 2025 |                                                               |                                                               |                                                               |                                                               |                                                               |                                                               |                                                               |                                                               |
| 1     | Dernière actualisation : — |                                                               |                                                               |                                                               |                                                               |                                                               |                                                               |                                                               |                                                               |
| 2     | Cambrai – Station Bus ⥋ Cambrai – Centre Crépin | Cambrai – Station Bus ⥋ Cambrai – Centre Crépin               | Cambrai – Station Bus ⥋ Cambrai – Centre Crépin               | Cambrai – Station Bus ⥋ Cambrai – Centre Crépin               | Cambrai – Station Bus ⥋ Cambrai – Centre Crépin               | Cambrai – Station Bus ⥋ Cambrai – Centre Crépin               | Cambrai – Station Bus ⥋ Cambrai – Centre Crépin               | Cambrai – Station Bus ⥋ Cambrai – Centre Crépin               | Cambrai – Station Bus ⥋ Cambrai – Centre Crépin               |
| 2     | Ouverture / Fermeture 8 juillet 2022 / — | Longueur 5,5 km                                               | Durée 15 min                                                  | Nb. d’arrêts 13                                               | Matériel Urbanway 10 Mobi LE L8,5                             | Jours de fonctionnement L, Ma, Me, J, V, S                    | Jour / Soir / Nuit / Fêtes O / N / N / N                      | Voy. / an —                                                   | Exploitant Place Mobilité Agglomération de Cambrai            |
| 2     | Desserte : - Commune : Cambrai - Principaux lieux desservis : Gare de Cambrai, Lycée Paul Duez, Quartier Amérique, AFPA de Cambrai. |                                                               |                                                               |                                                               |                                                               |                                                               |                                                               |                                                               |                                                               |
| 2     | Autre : - Amplitude horaire et fréquence : - du lundi au vendredi en période scolaire : de 7 h 40 à 13 h 30 avec deux départs depuis Centre Crépin et quatre départs depuis Station Bus. - du lundi au vendredi durant les vacances scolaires : de 7 h 15 à 18 h 30 avec 4,5 allers-retours uniquement en heures de pointe. - samedis : de 7 h 15 à 18 h 30 avec 4,5 allers-retours uniquement en heures de pointe. - du lundi au samedi en période estivale : de 7 h 15 à 18 h 30 avec 4,5 allers-retours uniquement en heures de pointe. - Particularités : - La ligne 2 est complétée par la navette N2 en heures creuses. - En période scolaire, la ligne est renforcée par la ligne S20. - Date de dernière mise à jour : 6 novembre 2023 |                                                               |                                                               |                                                               |                                                               |                                                               |                                                               |                                                               |                                                               |
| 2     | Dernière actualisation : — |                                                               |                                                               |                                                               |                                                               |                                                               |                                                               |                                                               |                                                               |
| 3     | Cambrai – Station Bus ⥋ Cambrai – ZAC Puccini | Cambrai – Station Bus ⥋ Cambrai – ZAC Puccini                 | Cambrai – Station Bus ⥋ Cambrai – ZAC Puccini                 | Cambrai – Station Bus ⥋ Cambrai – ZAC Puccini                 | Cambrai – Station Bus ⥋ Cambrai – ZAC Puccini                 | Cambrai – Station Bus ⥋ Cambrai – ZAC Puccini                 | Cambrai – Station Bus ⥋ Cambrai – ZAC Puccini                 | Cambrai – Station Bus ⥋ Cambrai – ZAC Puccini                 | Cambrai – Station Bus ⥋ Cambrai – ZAC Puccini                 |
| 3     | Ouverture / Fermeture 8 juillet 2022 / — | Longueur 9,5 km                                               | Durée 30-35 min                                               | Nb. d’arrêts 31                                               | Matériel Urbanway 10 GNV Mobi LE L8,5                         | Jours de fonctionnement L, Ma, Me, J, V, S                    | Jour / Soir / Nuit / Fêtes O / N / N / N                      | Voy. / an —                                                   | Exploitant Place Mobilité Agglomération de Cambrai            |
| 3     | Desserte : - Communes : Cambrai – Proville - Principaux lieux desservis : Gare de Cambrai, Église Saint-Géry de Cambrai, Collège et lycée Fénelon, Sous-préfecture de Cambrai, CPAM du Hainaut, Château de Selles, Palais de justice de Cambrai, Porte Notre-Dame, Collège Jules Ferry, Stade de la Liberté, Centre Nautique Liberté, Tour des Sottes, Lycée privé Saint-Luc, Cimetière Saint-Sépulcre, Mairie de Proville, Centre sportif Alain Colas, Zone commerciale Cambrai Sud. |                                                               |                                                               |                                                               |                                                               |                                                               |                                                               |                                                               |                                                               |
| 3     | Autre : - Amplitude horaire et fréquence : - du lundi au vendredi : de 6 h 55 à 19 h 35 avec un bus toutes les 70 à 80 minutes. - samedis : de 6 h 55 à 19 h 35 avec six allers-retours dans la journée. - du lundi au samedi en période estivale : de 6 h 55 à 19 h 35 avec six allers-retours dans la journée. - Particularités : - En période scolaire, la ligne est renforcée par la ligne S30. - Date de dernière mise à jour : 6 novembre 2023 |                                                               |                                                               |                                                               |                                                               |                                                               |                                                               |                                                               |                                                               |
| 3     | Dernière actualisation : — |                                                               |                                                               |                                                               |                                                               |                                                               |                                                               |                                                               |                                                               |
| 4     | Cambrai – Station Bus ⥋ Neuville-Saint-Rémy – Bleuets | Cambrai – Station Bus ⥋ Neuville-Saint-Rémy – Bleuets         | Cambrai – Station Bus ⥋ Neuville-Saint-Rémy – Bleuets         | Cambrai – Station Bus ⥋ Neuville-Saint-Rémy – Bleuets         | Cambrai – Station Bus ⥋ Neuville-Saint-Rémy – Bleuets         | Cambrai – Station Bus ⥋ Neuville-Saint-Rémy – Bleuets         | Cambrai – Station Bus ⥋ Neuville-Saint-Rémy – Bleuets         | Cambrai – Station Bus ⥋ Neuville-Saint-Rémy – Bleuets         | Cambrai – Station Bus ⥋ Neuville-Saint-Rémy – Bleuets         |
| 4     | Ouverture / Fermeture 8 juillet 2022 / — | Longueur 6,5 km                                               | Durée 20-25 min                                               | Nb. d’arrêts 19                                               | Matériel Mobi City L7 GNV Mobi LE L8,5                        | Jours de fonctionnement L, Ma, Me, J, V, S                    | Jour / Soir / Nuit / Fêtes O / N / N / N                      | Voy. / an —                                                   | Exploitant Place Mobilité Agglomération de Cambrai            |
| 4     | Desserte : - Communes : Cambrai – Neuville-Saint-Rémy - Principaux lieux desservis : Gare de Cambrai, Porte Notre-Dame, Palais de justice de Cambrai, Château de Selles, Mairie de Neuville-Saint-Rémy, Cimetière de Neuville-Saint-Rémy. |                                                               |                                                               |                                                               |                                                               |                                                               |                                                               |                                                               |                                                               |
| 4     | Autre : - Amplitude horaire et fréquence : - du lundi au vendredi : de 7 h 20 à 19 h 0 avec un bus toutes les 60 minutes. - samedis : de 7 h 20 à 19 h 0 avec un bus toutes les deux heures. - du lundi au samedi en période estivale : de 7 h 20 à 19 h 0 avec un bus toutes les deux heures. - Particularités : - En période scolaire, la ligne est renforcée par la ligne S40. - Le premier départ de Neuville-Saint-Rémy est direct entre les arrêts Comptoirs Liniers et Palais de Justice. - Date de dernière mise à jour : 6 novembre 2023 |                                                               |                                                               |                                                               |                                                               |                                                               |                                                               |                                                               |                                                               |
| 4     | Dernière actualisation : — |                                                               |                                                               |                                                               |                                                               |                                                               |                                                               |                                                               |                                                               |
| 5     | Cambrai – La Forêt ⥋ Marcoing – Place De Gaulle | Cambrai – La Forêt ⥋ Marcoing – Place De Gaulle               | Cambrai – La Forêt ⥋ Marcoing – Place De Gaulle               | Cambrai – La Forêt ⥋ Marcoing – Place De Gaulle               | Cambrai – La Forêt ⥋ Marcoing – Place De Gaulle               | Cambrai – La Forêt ⥋ Marcoing – Place De Gaulle               | Cambrai – La Forêt ⥋ Marcoing – Place De Gaulle               | Cambrai – La Forêt ⥋ Marcoing – Place De Gaulle               | Cambrai – La Forêt ⥋ Marcoing – Place De Gaulle               |
| 5     | Ouverture / Fermeture 8 juillet 2022 / — | Longueur 18,2 km                                              | Durée 50-55 min                                               | Nb. d’arrêts 28                                               | Matériel Urbanway 10 GNV                                      | Jours de fonctionnement L, Ma, Me, J, V, S                    | Jour / Soir / Nuit / Fêtes O / N / N / N                      | Voy. / an —                                                   | Exploitant Place Mobilité Agglomération de Cambrai            |
| 5     | Desserte : - Communes : Cambrai – Proville – Rumilly-en-Cambrésis – Masnières – Marcoing - Principaux lieux desservis : Centre universitaire La Forêt de Cambrai, Clinique Saint-Roch, Lycée privé Sainte-Croix, Cimetière Saint-Géry, Gare de Cambrai, Hôtel de ville de Cambrai, Centre-ville de Cambrai, Beffroi de Cambrai, Cathédrale Notre-Dame-de-Grâce de Cambrai, Le Labo, Chapelle des Jésuites de Cambrai, Porte de Paris, Lycée privé Saint-Luc, Centre hospitalier de Cambrai, Zone commerciale Cambrai Sud, Mairie de Rumilly-en-Cambrésis, Mairie de Masnières, Mairie de Marcoing. |                                                               |                                                               |                                                               |                                                               |                                                               |                                                               |                                                               |                                                               |
| 5     | Autre : - Amplitude horaire et fréquence : - du lundi au samedi : de 7 h 0 à 19 h 0 avec un bus toutes les 60 minutes. - Particularités : - En période scolaire, la ligne est renforcée en partie par la ligne S50. - La ligne est gratuite en heures de pointe pour les étudiants entre les arrêts Station Bus et Centre Universitaire. - Date de dernière mise à jour : 6 novembre 2023 |                                                               |                                                               |                                                               |                                                               |                                                               |                                                               |                                                               |                                                               |
| 5     | Dernière actualisation : — |                                                               |                                                               |                                                               |                                                               |                                                               |                                                               |                                                               |                                                               |

### Lignes périurbaines
Les lignes périurbaines relient Cambrai aux communes périphériques, elles sont numérotées de 9 à 18.
| Ligne | Caractéristiques | Caractéristiques                                                                                        | Caractéristiques                                                                                        | Caractéristiques                                                                                        | Caractéristiques                                                                                        | Caractéristiques                                                                                        | Caractéristiques                                                                                        | Caractéristiques                                                                                        | Caractéristiques                                                                                        |
| 9     | Cambrai – Station Bus ⥋ Iwuy – Gustave Simon | Cambrai – Station Bus ⥋ Iwuy – Gustave Simon                                                            | Cambrai – Station Bus ⥋ Iwuy – Gustave Simon                                                            | Cambrai – Station Bus ⥋ Iwuy – Gustave Simon                                                            | Cambrai – Station Bus ⥋ Iwuy – Gustave Simon                                                            | Cambrai – Station Bus ⥋ Iwuy – Gustave Simon                                                            | Cambrai – Station Bus ⥋ Iwuy – Gustave Simon                                                            | Cambrai – Station Bus ⥋ Iwuy – Gustave Simon                                                            | Cambrai – Station Bus ⥋ Iwuy – Gustave Simon                                                            |
| ----- | --- | --- | --- | --- | --- | --- | --- | --- | --- |
| 9     | Ouverture / Fermeture 8 juillet 2022 / — | Longueur 12,6 km                                                                                        | Durée 20 min                                                                                            | Nb. d’arrêts 15                                                                                         | Matériel Crossway                                                                                       | Jours de fonctionnement L, Ma, Me, J, V, S                                                              | Jour / Soir / Nuit / Fêtes O / N / N / N                                                                | Voy. / an —                                                                                             | Exploitant Place Mobilité                                                                               |
| 9     | Desserte : - Communes : Cambrai – Escaudœuvres – Thun-Saint-Martin – Iwuy - Principaux lieux desservis : Gare de Cambrai, Centre commercial Auchan Cambrai, Mairie d'Escaudœuvres, Mairie de Thun-Saint-Martin, Mairie d'Iwuy. | | | | | | | | |
| 9     | Autre : - Amplitude horaire et fréquence : - du lundi au vendredi : de 7 h 0 à 18 h 45 avec huit allers-retours. - samedis : de 7 h 10 à 18 h 45 avec 5,5 allers-retours. - du lundi au samedi en période estivale : de 7 h 10 à 18 h 45 avec 5,5 allers-retours. - Particularités : - Certaines courses ne circulent pas durant les vacances scolaires. - La desserte de l'arrêt Thun-Saint-Martin – Centre vers Cambrai n'est effectuée que deux fois par jour du lundi au vendredi hors période estivale. - Date de dernière mise à jour : 6 novembre 2023 | | | | | | | | |
| 9     | Dernière actualisation : — | | | | | | | | |
| 10    | Cambrai – Station Bus ⥋ Villers-en-Cauchies – Joliot Curie | Cambrai – Station Bus ⥋ Villers-en-Cauchies – Joliot Curie                                              | Cambrai – Station Bus ⥋ Villers-en-Cauchies – Joliot Curie                                              | Cambrai – Station Bus ⥋ Villers-en-Cauchies – Joliot Curie                                              | Cambrai – Station Bus ⥋ Villers-en-Cauchies – Joliot Curie                                              | Cambrai – Station Bus ⥋ Villers-en-Cauchies – Joliot Curie                                              | Cambrai – Station Bus ⥋ Villers-en-Cauchies – Joliot Curie                                              | Cambrai – Station Bus ⥋ Villers-en-Cauchies – Joliot Curie                                              | Cambrai – Station Bus ⥋ Villers-en-Cauchies – Joliot Curie                                              |
| 10    | Ouverture / Fermeture 8 juillet 2022 / — | Longueur 18 km                                                                                          | Durée 35 min                                                                                            | Nb. d’arrêts 20                                                                                         | Matériel Crossway                                                                                       | Jours de fonctionnement L, Ma, Me, J, V, S                                                              | Jour / Soir / Nuit / Fêtes O / N / N / N                                                                | Voy. / an —                                                                                             | Exploitant Place Mobilité                                                                               |
| 10    | Desserte : - Communes : Cambrai – Cauroir – Cagnoncles – Naves – Rieux-en-Cambrésis – Villers-en-Cauchies - Principaux lieux desservis : Gare de Cambrai, Centre commercial Auchan Cambrai, Mairie de Cagnoncles, Mairie de Naves, Mairie de Rieux-en-Cambrésis, Mairie de Villers-en-Cauchies. | | | | | | | | |
| 10    | Autre : - Amplitude horaire et fréquence : - du lundi au vendredi en période scolaire : de 7 h 5 à 18 h 55 avec quatre allers-retours. - samedis en période scolaire et du lundi au samedi durant les vacances scolaires : de 7 h 0 à 18 h 55 avec trois allers-retours. - Particularités : - Les arrêts Pont de Naves, Genève et Pierres Jumelles ne sont desservis que du lundi au vendredi en période scolaire par le premier départ de la ligne en direction de Cambrai. - Date de dernière mise à jour : 6 novembre 2023 | | | | | | | | |
| 10    | Dernière actualisation : — | | | | | | | | |
| 11    | Cambrai – Station Bus ⥋ Cauroir – Rue Lafayette | Cambrai – Station Bus ⥋ Cauroir – Rue Lafayette                                                         | Cambrai – Station Bus ⥋ Cauroir – Rue Lafayette                                                         | Cambrai – Station Bus ⥋ Cauroir – Rue Lafayette                                                         | Cambrai – Station Bus ⥋ Cauroir – Rue Lafayette                                                         | Cambrai – Station Bus ⥋ Cauroir – Rue Lafayette                                                         | Cambrai – Station Bus ⥋ Cauroir – Rue Lafayette                                                         | Cambrai – Station Bus ⥋ Cauroir – Rue Lafayette                                                         | Cambrai – Station Bus ⥋ Cauroir – Rue Lafayette                                                         |
| 11    | Ouverture / Fermeture 8 juillet 2022 / — | Longueur 9,2 km                                                                                         | Durée 20 min                                                                                            | Nb. d’arrêts 6                                                                                          | Matériel Crossway                                                                                       | Jours de fonctionnement L, Ma, Me, J, V, S                                                              | Jour / Soir / Nuit / Fêtes O / N / N / N                                                                | Voy. / an —                                                                                             | Exploitant Place Mobilité                                                                               |
| 11    | Desserte : - Communes : Cambrai – Awoingt – Cauroir - Principaux lieux desservis : Gare de Cambrai, Quartier Martin Martine, Mairie d'Awoingt, Mairie de Cauroir. | | | | | | | | |
| 11    | Autre : - Amplitude horaire et fréquence : - du lundi au vendredi en période scolaire : de 7 h 10 à 18 h 40 avec trois allers-retours dont un sur réservation. - samedis en période scolaire et du lundi au samedi durant les vacances scolaires : de 7 h 25 à 17 h 15 avec trois départs de Cauroir et deux départs de Cambrai. - Particularités : - La ligne fonctionne uniquement sur réservation les samedis en période scolaire et durant les vacances scolaires. - Date de dernière mise à jour : 6 novembre 2023 | | | | | | | | |
| 11    | Dernière actualisation : — | | | | | | | | |
| 12    | Cambrai – Station Bus ⥋ Esnes – Mairie | Cambrai – Station Bus ⥋ Esnes – Mairie                                                                  | Cambrai – Station Bus ⥋ Esnes – Mairie                                                                  | Cambrai – Station Bus ⥋ Esnes – Mairie                                                                  | Cambrai – Station Bus ⥋ Esnes – Mairie                                                                  | Cambrai – Station Bus ⥋ Esnes – Mairie                                                                  | Cambrai – Station Bus ⥋ Esnes – Mairie                                                                  | Cambrai – Station Bus ⥋ Esnes – Mairie                                                                  | Cambrai – Station Bus ⥋ Esnes – Mairie                                                                  |
| 12    | Ouverture / Fermeture 8 juillet 2022 / — | Longueur 16 km                                                                                          | Durée 35-40 min                                                                                         | Nb. d’arrêts 13                                                                                         | Matériel Crossway                                                                                       | Jours de fonctionnement L, Ma, Me, J, V, S                                                              | Jour / Soir / Nuit / Fêtes O / N / N / N                                                                | Voy. / an —                                                                                             | Exploitant Place Mobilité                                                                               |
| 12    | Desserte : - Communes : Cambrai – Niergnies – Séranvillers-Forenville – Wambaix – Esnes - Principaux lieux desservis : Gare de Cambrai, Stade Jean-Luc Delloye, Lycée Louis Blériot, Collège Lamartine, Mairie de Niergnies, Mairie de Séranvillers-Forenville, Mairie de Wambaix, Château d'Esnes, Mairie d'Esnes. | | | | | | | | |
| 12    | Autre : - Amplitude horaire et fréquence : - du lundi au vendredi en période scolaire : de 6 h 45 à 19 h 0 avec quatre allers-retours. - samedis en période scolaire et du lundi au samedi durant les vacances scolaires : de 6 h 50 à 19 h 0 avec trois allers-retours. - Particularités : - Les arrêts Esnes et Lamartine ne sont desservis qu'à certaines heures en période scolaire. - Des départs supplémentaires depuis sont effectués le mercredi en période scolaire. - Date de dernière mise à jour : 6 novembre 2023 | | | | | | | | |
| 12    | Dernière actualisation : — | | | | | | | | |
| 13    | Cambrai – Station Bus ⥋ Crèvecœur-sur-l'Escaut – Malassise / Honnecourt-sur-Escaut – La Terrière | Cambrai – Station Bus ⥋ Crèvecœur-sur-l'Escaut – Malassise / Honnecourt-sur-Escaut – La Terrière        | Cambrai – Station Bus ⥋ Crèvecœur-sur-l'Escaut – Malassise / Honnecourt-sur-Escaut – La Terrière        | Cambrai – Station Bus ⥋ Crèvecœur-sur-l'Escaut – Malassise / Honnecourt-sur-Escaut – La Terrière        | Cambrai – Station Bus ⥋ Crèvecœur-sur-l'Escaut – Malassise / Honnecourt-sur-Escaut – La Terrière        | Cambrai – Station Bus ⥋ Crèvecœur-sur-l'Escaut – Malassise / Honnecourt-sur-Escaut – La Terrière        | Cambrai – Station Bus ⥋ Crèvecœur-sur-l'Escaut – Malassise / Honnecourt-sur-Escaut – La Terrière        | Cambrai – Station Bus ⥋ Crèvecœur-sur-l'Escaut – Malassise / Honnecourt-sur-Escaut – La Terrière        | Cambrai – Station Bus ⥋ Crèvecœur-sur-l'Escaut – Malassise / Honnecourt-sur-Escaut – La Terrière        |
| 13    | Ouverture / Fermeture 8 juillet 2022 / — | Longueur 28 km                                                                                          | Durée 40-55 min                                                                                         | Nb. d’arrêts 38                                                                                         | Matériel Crossway                                                                                       | Jours de fonctionnement L, Ma, Me, J, V                                                                 | Jour / Soir / Nuit / Fêtes O / N / N / N                                                                | Voy. / an —                                                                                             | Exploitant Place Mobilité                                                                               |
| 13    | Desserte : - Communes : Cambrai – Masnières – Rumilly-en-Cambrésis – Crèvecœur-sur-l'Escaut – Lesdain – Les Rues-des-Vignes – Bantouzelle – Banteux – Honnecourt-sur-Escaut - Princupaux lieux desservis : Gare de Cambrai, Église Saint-Géry de Cambrai, Collège et lycée Fénelon, Sous-préfecture de Cambrai, CPAM du Hainaut, Porte Notre-Dame, Collège Jules Ferry, Stade de la Liberté, Lycée privé Saint-Luc, Centre hospitalier de Cambrai, Zone commerciale Cambrai Sud, Mairie de Rumilly-en-Cambrésis, Mairie de Masnières, Collège Jacques Prévert, Mairie de Crèvecœur-sur-l'Escaut, Mairie de Lesdain, Mairie des Rues-des-Vignes, Archéosite, Écluse de Vaucelles, Hameau de Bonavis, Mairie de Banteux, Mairie de Bantouzelle, Mairie d'Honnecourt-sur-Escaut, Hameau de la Terrière. | | | | | | | | |
| 13    | Autre : - Amplitude horaire et fréquence : - du lundi au vendredi en période scolaire : de 6 h 45 à 19 h 0 avec cinq départs vers Cambrai et six départs depuis Cambrai. - Particularités : - La desserte est complétée par le service TUC à la demande Bassin de vie sud. - Date de dernière mise à jour : 6 novembre 2023 | | | | | | | | |
| 13    | Dernière actualisation : — | | | | | | | | |
| 14    | Cambrai – Station Bus ⥋ Villers-Guislain – Place | Cambrai – Station Bus ⥋ Villers-Guislain – Place                                                        | Cambrai – Station Bus ⥋ Villers-Guislain – Place                                                        | Cambrai – Station Bus ⥋ Villers-Guislain – Place                                                        | Cambrai – Station Bus ⥋ Villers-Guislain – Place                                                        | Cambrai – Station Bus ⥋ Villers-Guislain – Place                                                        | Cambrai – Station Bus ⥋ Villers-Guislain – Place                                                        | Cambrai – Station Bus ⥋ Villers-Guislain – Place                                                        | Cambrai – Station Bus ⥋ Villers-Guislain – Place                                                        |
| 14    | Ouverture / Fermeture 8 juillet 2022 / — | Longueur 29 km                                                                                          | Durée 60 min                                                                                            | Nb. d’arrêts 34                                                                                         | Matériel Crossway                                                                                       | Jours de fonctionnement L, Ma, Me, J, V, S                                                              | Jour / Soir / Nuit / Fêtes O / N / N / N                                                                | Voy. / an —                                                                                             | Exploitant Place Mobilité                                                                               |
| 14    | Desserte : - Communes : Cambrai – Marcoing – Noyelles-sur-Escaut – Flesquières – Ribécourt-la-Tour – Villers-Plouich – Gouzeaucourt – Gonnelieu – Villers-Guislain - Principaux lieux desservis : Gare de Cambrai, Église Saint-Géry de Cambrai, Collège et lycée Fénelon, Sous-préfecture de Cambrai, CPAM du Hainaut, Porte Notre-Dame, Collège Jules Ferry, Stade de la Liberté, Centre Nautique Liberté, Tour des Sottes, Lycée privé Saint-Luc, Centre hospitalier de Cambrai, Zone commerciale Cambrai Sud, Mairie de Marcoing, Mairie de Noyelles-sur-Escaut, Cambrai Tank 1917, Mairie de Flesquières, Mairie de Ribécourt-la-Tour, Mairie de Villers-Plouich, Mairie de Gouzeaucourt, Collège Pharamond Savary, Mairie de Gonnelieu, Mairie de Villers-Guislain.                            | | | | | | | | |
| 14    | Autre : - Amplitude horaire et fréquence : - du lundi au vendredi en période scolaire : de 6 h 45 à 19 h 10 avec huit départs à destination de Cambrai – Station Bus et dix départs depuis Cambrai. - samedis en période scolaire et du lundi au samedi durant les vacances scolaires : de 6 h 50 à 19 h 20 avec 4,5 allers-retours. - Particularités : - Certaines courses ont pour origine ou destination Cambrai – Maison de Retraite. - La desserte est complétée par le service TUC à la demande Bassin de vie sud. - Date de dernière mise à jour : 6 novembre 2023 | | | | | | | | |
| 14    | Dernière actualisation : — | | | | | | | | |
| 15    | Cambrai – Station Bus ⥋ Doignies – Mairie / Boursies – Demicourt | Cambrai – Station Bus ⥋ Doignies – Mairie / Boursies – Demicourt                                        | Cambrai – Station Bus ⥋ Doignies – Mairie / Boursies – Demicourt                                        | Cambrai – Station Bus ⥋ Doignies – Mairie / Boursies – Demicourt                                        | Cambrai – Station Bus ⥋ Doignies – Mairie / Boursies – Demicourt                                        | Cambrai – Station Bus ⥋ Doignies – Mairie / Boursies – Demicourt                                        | Cambrai – Station Bus ⥋ Doignies – Mairie / Boursies – Demicourt                                        | Cambrai – Station Bus ⥋ Doignies – Mairie / Boursies – Demicourt                                        | Cambrai – Station Bus ⥋ Doignies – Mairie / Boursies – Demicourt                                        |
| 15    | Ouverture / Fermeture 8 juillet 2022 / — | Longueur 28,4 km                                                                                        | Durée 45 min                                                                                            | Nb. d’arrêts 25                                                                                         | Matériel Crossway                                                                                       | Jours de fonctionnement L, Ma, Me, J, V, S                                                              | Jour / Soir / Nuit / Fêtes O / N / N / N                                                                | Voy. / an —                                                                                             | Exploitant Place Mobilité                                                                               |
| 15    | Desserte : - Communes : Cambrai – Fontaine-Notre-Dame – Cantaing-sur-Escaut – Anneux – Mœuvres – Boursies – Doignies - Principaux lieux desservis : Gare de Cambrai, Église Saint-Géry de Cambrai, Collège et lycée Fénelon, Sous-préfecture de Cambrai, CPAM du Hainaut, Porte Notre-Dame, Communauté Emmaüs de Fontaine-Notre-Dame, Mairie de Fontaine-Notre-Dame, Mairie de Cantaing-sur-Escaut, Mairie d'Anneux, Mairie de Mœuvres, Mairie de Boursies, Mairie de Doignies, Hameau de Demicourt. | | | | | | | | |
| 15    | Autre : - Amplitude horaire et fréquence : - du lundi au vendredi en période scolaire : de 6 h 35 à 19 h 10 avec quatre départs à destination de Cambrai et cinq départs depuis Cambrai. - samedis en période scolaire et du lundi au samedi durant les vacances scolaires : de 6 h 50 à 19 h 10 avec trois allers-retours. - Particularités : - Des départs supplémentaires depuis Cambrai sont réalisés le mercredi en période scolaire. - Date de dernière mise à jour : 6 novembre 2023 | | | | | | | | |
| 15    | Dernière actualisation : — | | | | | | | | |
| 16    | Cambrai – Station Bus ⥋ Raillencourt-Sainte-Olle – Rue de Sailly / Aubencheul-au-Bac – École Maternelle | Cambrai – Station Bus ⥋ Raillencourt-Sainte-Olle – Rue de Sailly / Aubencheul-au-Bac – École Maternelle | Cambrai – Station Bus ⥋ Raillencourt-Sainte-Olle – Rue de Sailly / Aubencheul-au-Bac – École Maternelle | Cambrai – Station Bus ⥋ Raillencourt-Sainte-Olle – Rue de Sailly / Aubencheul-au-Bac – École Maternelle | Cambrai – Station Bus ⥋ Raillencourt-Sainte-Olle – Rue de Sailly / Aubencheul-au-Bac – École Maternelle | Cambrai – Station Bus ⥋ Raillencourt-Sainte-Olle – Rue de Sailly / Aubencheul-au-Bac – École Maternelle | Cambrai – Station Bus ⥋ Raillencourt-Sainte-Olle – Rue de Sailly / Aubencheul-au-Bac – École Maternelle | Cambrai – Station Bus ⥋ Raillencourt-Sainte-Olle – Rue de Sailly / Aubencheul-au-Bac – École Maternelle | Cambrai – Station Bus ⥋ Raillencourt-Sainte-Olle – Rue de Sailly / Aubencheul-au-Bac – École Maternelle |
| 16    | Ouverture / Fermeture 8 juillet 2022 / — | Longueur 23,5 km                                                                                        | Durée 20-40 min                                                                                         | Nb. d’arrêts 32                                                                                         | Matériel Crossway                                                                                       | Jours de fonctionnement L, Ma, Me, J, V, S                                                              | Jour / Soir / Nuit / Fêtes O / N / N / N                                                                | Voy. / an —                                                                                             | Exploitant Place Mobilité                                                                               |
| 16    | Desserte : - Communes : Cambrai – Neuville-Saint-Rémy – Raillencourt-Sainte-Olle – Sailly-lez-Cambrai – Haynecourt – Sancourt – Abancourt – Fressies – Aubencheul-au-Bac - Principaux lieux desservis : Gare de Cambrai, Église Saint-Géry de Cambrai, Collège et lycée Fénelon, Sous-préfecture de Cambrai, CPAM du Hainaut, Porte Notre-Dame, Complexe sportif de Raillencourt-Sainte-Olle, Mairie de Raillencourt-Sainte-Olle, Mairie de Sailly-lez-Cambrai, Mairie d'Haynecourt, Château de Sancourt, Mairie de Sancourt, Mairie d'Abancourt, Cimetière de Fressies, Mairie d'Aubencheul-au-Bac. | | | | | | | | |
| 16    | Autre : - Amplitude horaire et fréquence : - du lundi au vendredi en période scolaire : de 7 h 0 à 19 h 0 avec un passage toutes les 60 à 90 minutes en moyenne. - samedis en période scolaire et du lundi au samedi durant les vacances scolaires : de 6 h 55 à 19 h 5 avec un passage toutes les 60 à 90 minutes en moyenne. - Particularités : - Des départs supplémentaires depuis Cambrai sont réalisés le mercredi en période scolaire. - La desserte d'Aubencheul-au-Bac n'est effectué que quelques fois par jour. - Date de dernière mise à jour : 6 novembre 2023 | | | | | | | | |
| 16    | Dernière actualisation : — | | | | | | | | |
| 17    | Cambrai – Station Bus ⥋ Hem-Lenglet – Église | Cambrai – Station Bus ⥋ Hem-Lenglet – Église                                                            | Cambrai – Station Bus ⥋ Hem-Lenglet – Église                                                            | Cambrai – Station Bus ⥋ Hem-Lenglet – Église                                                            | Cambrai – Station Bus ⥋ Hem-Lenglet – Église                                                            | Cambrai – Station Bus ⥋ Hem-Lenglet – Église                                                            | Cambrai – Station Bus ⥋ Hem-Lenglet – Église                                                            | Cambrai – Station Bus ⥋ Hem-Lenglet – Église                                                            | Cambrai – Station Bus ⥋ Hem-Lenglet – Église                                                            |
| 17    | Ouverture / Fermeture 8 juillet 2022 / — | Longueur 17 km                                                                                          | Durée 35 min                                                                                            | Nb. d’arrêts 16                                                                                         | Matériel Crossway                                                                                       | Jours de fonctionnement L, Ma, Me, J, V, S                                                              | Jour / Soir / Nuit / Fêtes O / N / N / N                                                                | Voy. / an —                                                                                             | Exploitant Place Mobilité                                                                               |
| 17    | Desserte : - Communes : Cambrai – Tilloy-lez-Cambrai – Cuvillers – Bantigny – Blécourt – Hem-Lenglet - Principaux lieux desservis : Gare de Cambrai, Église Saint-Géry de Cambrai, Collège et lycée Fénelon, Sous-préfecture de Cambrai, CPAM du Hainaut, Château de Selles, Palais de justice de Cambrai, Porte Notre-Dame, Mairie de Tilloy-lez-Cambrai, Mairie de Cuvillers, Mairie de Bantigny, Mairie de Blécourt, Mairie de Hem-Lenglet. | | | | | | | | |
| 17    | Autre : - Amplitude horaire et fréquence : - du lundi au vendredi en période scolaire : de 7 h 10 à 18 h 55 avec cinq allers-retours dont un sur réservation. - samedis en période scolaire : de 8 h 20 à 17 h 30 avec trois départs de Hem-Lenglet et deux départs de Cambrai. - du lundi au samedi durant les vacances scolaires : de 7 h 20 à 17 h 30 avec quatre départs de Hem-Lenglet et deux départs de Cambrai. - Particularités : - La ligne fonctionne uniquement sur réservation les samedis en période scolaire et durant les vacances scolaires. - Date de dernière mise à jour : 6 novembre 2023 | | | | | | | | |
| 17    | Dernière actualisation : — | | | | | | | | |
| 18    | Cambrai – Station Bus ⥋ Paillencourt – Faubourg | Cambrai – Station Bus ⥋ Paillencourt – Faubourg                                                         | Cambrai – Station Bus ⥋ Paillencourt – Faubourg                                                         | Cambrai – Station Bus ⥋ Paillencourt – Faubourg                                                         | Cambrai – Station Bus ⥋ Paillencourt – Faubourg                                                         | Cambrai – Station Bus ⥋ Paillencourt – Faubourg                                                         | Cambrai – Station Bus ⥋ Paillencourt – Faubourg                                                         | Cambrai – Station Bus ⥋ Paillencourt – Faubourg                                                         | Cambrai – Station Bus ⥋ Paillencourt – Faubourg                                                         |
| 18    | Ouverture / Fermeture 8 juillet 2022 / — | Longueur 15 km                                                                                          | Durée 30 min                                                                                            | Nb. d’arrêts 21                                                                                         | Matériel Crossway                                                                                       | Jours de fonctionnement L, Ma, Me, J, V, S                                                              | Jour / Soir / Nuit / Fêtes O / N / N / N                                                                | Voy. / an —                                                                                             | Exploitant Place Mobilité                                                                               |
| 18    | Desserte : - Villes desservies : Cambrai – Neuville-Saint-Rémy – Ramillies – Eswars – Thun-l'Évêque – Estrun – Paillencourt - Principaux lieux desservis : Gare de Cambrai, Église Saint-Géry de Cambrai, Collège et lycée Fénelon, Sous-préfecture de Cambrai, CPAM du Hainaut, Porte Notre-Dame, Hameau de Morenchies, Mairie de Ramillies, Mairie d'Eswars, Cimetière d'Eswars, Mairie de Thun-l'Évêque, Mairie de Paillencourt. | | | | | | | | |
| 18    | Autre : - Amplitude horaire et fréquence : - du lundi au vendredi en période scolaire : de 6 h 55 à 18 h 50 avec quatre allers-retours. - samedis en période scolaire et du lundi au samedi durant les vacances scolaires : de 7 h 0 à 18 h 50 avec trois allers-retours. - Particularités : - Des départs supplémentaires depuis Cambrai sont réalisés le mercredi en période scolaire. - Certaines courses ont pour origine ou destination Thun-l'Évêque – Roger Salengro. - Certaines courses sont directes entre Cambrai et Estrun. - Date de dernière mise à jour : 6 novembre 2023 | | | | | | | | |
| 18    | Dernière actualisation : — | | | | | | | | |

### Navettes
Les navettes sont numérotées de N1 à N4.
| Ligne | Caractéristiques | Caractéristiques                                                                                       | Caractéristiques                                                                                       | Caractéristiques                                                                                       | Caractéristiques                                                                                       | Caractéristiques                                                                                       | Caractéristiques                                                                                       | Caractéristiques                                                                                       | Caractéristiques                                                                                       |
| N1    | (Circulaire) Cambrai – Station Bus ⥋ via Palais de Justice, Jules Ferry, Centre Hospitalier, Citadelle | (Circulaire) Cambrai – Station Bus ⥋ via Palais de Justice, Jules Ferry, Centre Hospitalier, Citadelle | (Circulaire) Cambrai – Station Bus ⥋ via Palais de Justice, Jules Ferry, Centre Hospitalier, Citadelle | (Circulaire) Cambrai – Station Bus ⥋ via Palais de Justice, Jules Ferry, Centre Hospitalier, Citadelle | (Circulaire) Cambrai – Station Bus ⥋ via Palais de Justice, Jules Ferry, Centre Hospitalier, Citadelle | (Circulaire) Cambrai – Station Bus ⥋ via Palais de Justice, Jules Ferry, Centre Hospitalier, Citadelle | (Circulaire) Cambrai – Station Bus ⥋ via Palais de Justice, Jules Ferry, Centre Hospitalier, Citadelle | (Circulaire) Cambrai – Station Bus ⥋ via Palais de Justice, Jules Ferry, Centre Hospitalier, Citadelle | (Circulaire) Cambrai – Station Bus ⥋ via Palais de Justice, Jules Ferry, Centre Hospitalier, Citadelle |
| ----- | --- | --- | --- | --- | --- | --- | --- | --- | --- |
| N1    | Ouverture / Fermeture 8 juillet 2022 / — | Longueur 8 km                                                                                          | Durée 35-40 min                                                                                        | Nb. d’arrêts 18                                                                                        | Matériel Mobi LE L8,5                                                                                  | Jours de fonctionnement L, Ma, Me, J, V, S                                                             | Jour / Soir / Nuit / Fêtes O / N / N / N                                                               | Voy. / an —                                                                                            | Exploitant Place Mobilité Agglomération de Cambrai                                                     |
| N1    | Desserte : - Commune : Cambrai - Principaux lieux desservis : Gare de Cambrai, Porte Notre-Dame, Château de Selles, Palais de justice de Cambrai, CPAM du Hainaut, Collège Jules Ferry, Stade de la Liberté, Centre Nautique Liberté, Porte de Paris, Lycée privé Saint-Luc, Centre hospitalier de Cambrai, Collège privé Jeanne d'Arc, Jardin des Grottes, Palais des Grottes, Citadelle de Cambrai, Centre des finances publiques de Cambrai, Jardin public de Cambrai, Caisse d'Allocations Familiales.                                                                       | | | | | | | | |
| N1    | Autre : - Amplitude horaire et fréquence : - du lundi au samedi : de 9 h 0 à 17 h 50 avec un passage toutes les 40 minutes. - Date de dernière mise à jour : 17 juillet 2025 | | | | | | | | |
| N1    | Dernière actualisation : — | | | | | | | | |
| N2    | Navette Quartiers Victor Hugo - Amérique | Navette Quartiers Victor Hugo - Amérique                                                               | Navette Quartiers Victor Hugo - Amérique                                                               | Navette Quartiers Victor Hugo - Amérique                                                               | Navette Quartiers Victor Hugo - Amérique                                                               | Navette Quartiers Victor Hugo - Amérique                                                               | Navette Quartiers Victor Hugo - Amérique                                                               | Navette Quartiers Victor Hugo - Amérique                                                               | Navette Quartiers Victor Hugo - Amérique                                                               |
| N2    | (Circulaire) Cambrai – Ancienne Gare ⥋ via Station Bus, Choque, Québec | | | | | | | | |
| N2    | Ouverture / Fermeture 8 juillet 2022 / — | Longueur 5,4 km                                                                                        | Durée 15-20 min                                                                                        | Nb. d’arrêts 6                                                                                         | Matériel Urbanway 10                                                                                   | Jours de fonctionnement L, Ma, Me, J, V, S                                                             | Jour / Soir / Nuit / Fêtes O / N / N / N                                                               | Voy. / an —                                                                                            | Exploitant Place Mobilité Agglomération de Cambrai                                                     |
| N2    | Desserte : - Commune : Cambrai - Principaux lieux desservis : Gare de Cambrai-Annexe, Gare de Cambrai, Hôtel de ville de Cambrai, Centre-ville de Cambrai, Quartier Amérique. | | | | | | | | |
| N2    | Autre : - Amplitude horaire et fréquence : - du lundi au vendredi : de 9 h 30 à 12 h 5 et de 14 h 30 à 18 h 30 avec un passage toutes les 20 minutes. - samedis : de 9 h 30 à 12 h 5 et de 14 h 30 à 16 h 50 avec un passage toutes les 20 minutes. - Particularités : - Les arrêts Québec et Lallier ne sont desservis qu'une fois par heure. - La navette complète la desserte de la ligne 2. - Date de dernière mise à jour : 6 novembre 2023 | | | | | | | | |
| N2    | Dernière actualisation : — | | | | | | | | |
| N3    | Navette Cœur de Ville | Navette Cœur de Ville                                                                                  | Navette Cœur de Ville                                                                                  | Navette Cœur de Ville                                                                                  | Navette Cœur de Ville                                                                                  | Navette Cœur de Ville                                                                                  | Navette Cœur de Ville                                                                                  | Navette Cœur de Ville                                                                                  | Navette Cœur de Ville                                                                                  |
| N3    | (Circulaire) Cambrai – Gare SNCF ⥋ via Hôtel de Ville, Théâtre de Cambrai, Marché Couvert | | | | | | | | |
| N3    | Ouverture / Fermeture 8 juillet 2022 / — | Longueur 2,5 km                                                                                        | Durée 15 min                                                                                           | Nb. d’arrêts 8                                                                                         | Matériel Karsan e-Jest                                                                                 | Jours de fonctionnement L, Ma, Me, J, V, S                                                             | Jour / Soir / Nuit / Fêtes O / N / N / N                                                               | Voy. / an —                                                                                            | Exploitant Place Mobilité Agglomération de Cambrai                                                     |
| N3    | Desserte : - Commune : Cambrai - Principaux lieux desservis : Gare de Cambrai, Hôtel de ville de Cambrai, Église Saint-Géry de Cambrai, Sous-préfecture de Cambrai, Collège et lycée Fénelon, Théâtre de Cambrai, Cathédrale Notre-Dame-de-Grâce de Cambrai, Chapelle des Jésuites de Cambrai, Marché couvert de Cambrai. - Arrêts non accessible aux personnes à mobilité réduite : Théâtre de Cambrai, Cathédrale, Avenue de la Victoire. | | | | | | | | |
| N3    | Autre : - Amplitude horaire et fréquence : - du lundi au vendredi : de 7 h 40 à 17 h 10 avec un passage toutes les 20 minutes. - samedis et du lundi au vendredi en période estivale : de 9 h 15 à 17 h 30 avec un passage toutes les 30 minutes. - Date de dernière mise à jour : 6 novembre 2023 | | | | | | | | |
| N3    | Dernière actualisation : — | | | | | | | | |
| N4    | Navette Quartier Martin-Martine | Navette Quartier Martin-Martine                                                                        | Navette Quartier Martin-Martine                                                                        | Navette Quartier Martin-Martine                                                                        | Navette Quartier Martin-Martine                                                                        | Navette Quartier Martin-Martine                                                                        | Navette Quartier Martin-Martine                                                                        | Navette Quartier Martin-Martine                                                                        | Navette Quartier Martin-Martine                                                                        |
| N4    | Cambrai – Station Bus ⥋ Cambrai - Lamartine | | | | | | | | |
| N4    | Ouverture / Fermeture 8 juillet 2022 / — | Longueur 7 km                                                                                          | Durée 18-21 min                                                                                        | Nb. d’arrêts 19                                                                                        | Matériel Urbanway 10 GNV                                                                               | Jours de fonctionnement L, Ma, Me, J, V, S                                                             | Jour / Soir / Nuit / Fêtes O / N / N / N                                                               | Voy. / an —                                                                                            | Exploitant Place Mobilité Agglomération de Cambrai                                                     |
| N4    | Desserte : - Communes : Cambrai - Principaux lieux desservis : Quartier Martin Martine, Collège Lamartine, Lycée Louis Blériot, Centre commercial Elysée, Piscine Les Ondines, Collège Saint-Luc Jeanne d'Arc, Cathédrale Notre-Dame-de-Grâce de Cambrai, Le Labo, Chapelle des Jésuites de Cambrai, Porte de Paris, Hôtel de ville de Cambrai, Centre-ville de Cambrai. | | | | | | | | |
| N4    | Autre : - Amplitude horaire et fréquence : - du lundi au vendredi : de 7 h 5 à 20 h 5 avec un bus toutes les 40 à 60 minutes. - samedis : de 7 h 5 à 19 h 5 avec un bus toutes les 95 minutes. - du lundi au samedi en période estivale : de 7 h 5 à 19 h 5 avec un bus toutes les 95 minutes. - Particularités : - En période scolaire, la ligne est renforcée par la ligne S100. - Le numéro N4 était utilisé jusqu'au 15 juillet 2025 par la ligne parcs d'activités Actipôle - Cantimpré qui porte dorénavant le numéro Z1. - Date de dernière mise à jour : 17 juillet 2025 | | | | | | | | |
| N4    | Dernière actualisation : — | | | | | | | | |

### Lignes parcs d'activités
Les lignes de desserte des parcs d'activités adoptent le préfixe Z.
| Ligne | Caractéristiques | Caractéristiques                                                | Caractéristiques                                                | Caractéristiques                                                | Caractéristiques                                                | Caractéristiques                                                | Caractéristiques                                                | Caractéristiques                                                | Caractéristiques                                                |
| Z1    | Navette Parcs d'Activités Actipôle - Cantimpré | Navette Parcs d'Activités Actipôle - Cantimpré                  | Navette Parcs d'Activités Actipôle - Cantimpré                  | Navette Parcs d'Activités Actipôle - Cantimpré                  | Navette Parcs d'Activités Actipôle - Cantimpré                  | Navette Parcs d'Activités Actipôle - Cantimpré                  | Navette Parcs d'Activités Actipôle - Cantimpré                  | Navette Parcs d'Activités Actipôle - Cantimpré                  | Navette Parcs d'Activités Actipôle - Cantimpré                  |
| Z1    | Cambrai – Station Bus ⥋ Parcs d'activités Actipôle et Cantimpré | Cambrai – Station Bus ⥋ Parcs d'activités Actipôle et Cantimpré | Cambrai – Station Bus ⥋ Parcs d'activités Actipôle et Cantimpré | Cambrai – Station Bus ⥋ Parcs d'activités Actipôle et Cantimpré | Cambrai – Station Bus ⥋ Parcs d'activités Actipôle et Cantimpré | Cambrai – Station Bus ⥋ Parcs d'activités Actipôle et Cantimpré | Cambrai – Station Bus ⥋ Parcs d'activités Actipôle et Cantimpré | Cambrai – Station Bus ⥋ Parcs d'activités Actipôle et Cantimpré | Cambrai – Station Bus ⥋ Parcs d'activités Actipôle et Cantimpré |
| ----- | --- | --------------------------------------------------------------- | --------------------------------------------------------------- | --------------------------------------------------------------- | --------------------------------------------------------------- | --------------------------------------------------------------- | --------------------------------------------------------------- | --------------------------------------------------------------- | --------------------------------------------------------------- |
| Z1    | Ouverture / Fermeture 8 juillet 2022 / — | Longueur 11 km                                                  | Durée 15-20 min                                                 | Nb. d’arrêts 11                                                 | Matériel Mobi City L7                                           | Jours de fonctionnement L, Ma, Me, J, V                         | Jour / Soir / Nuit / Fêtes O / N / N / N                        | Voy. / an —                                                     | Exploitant Place Mobilité Agglomération de Cambrai              |
| Z1    | Desserte : - Communes : Cambrai – Fontaine-Notre-Dame – Raillencourt-Sainte-Olle – Sailly-lez-Cambrai – Tilloy-lez-Cambrai - Principaux lieux desservis : Gare de Cambrai, Parc d'activités Actipôle, Parc d'activités Cantimpré. |                                                                 |                                                                 |                                                                 |                                                                 |                                                                 |                                                                 |                                                                 |                                                                 |
| Z1    | Autre : - Amplitude horaire et fréquence : - du lundi au vendredi : de 6 h 30 à 18 h 0 avec deux départs depuis la Station Bus le matin et trois retours possibles le soir. - Particularités : - La première desserte des zones se fait uniquement sur réservation depuis n'importe quel arrêt du réseau. - Les retours du soirs ne fonctionnent que sur réservation. - Cette ligne était connue sous le numéro N4 jusqu'au 15 juillet 2025. - Date de dernière mise à jour : 17 juillet 2025 |                                                                 |                                                                 |                                                                 |                                                                 |                                                                 |                                                                 |                                                                 |                                                                 |
| Z1    | Dernière actualisation : — |                                                                 |                                                                 |                                                                 |                                                                 |                                                                 |                                                                 |                                                                 |                                                                 |

### Lignes à vocation scolaire
Les lignes à vocation scolaire sont numérotées de S20 à S140 et sont accessibles à tous les publics.
| Ligne | Caractéristiques | Caractéristiques                                                                            | Caractéristiques                                                                            | Caractéristiques                                                                            | Caractéristiques                                                                            | Caractéristiques                                                                            | Caractéristiques                                                                            | Caractéristiques                                                                            | Caractéristiques                                                                            |
| S20   | Cambrai – Train / Martin Martine ⥋ Cambrai – Jules Ferry | Cambrai – Train / Martin Martine ⥋ Cambrai – Jules Ferry                                    | Cambrai – Train / Martin Martine ⥋ Cambrai – Jules Ferry                                    | Cambrai – Train / Martin Martine ⥋ Cambrai – Jules Ferry                                    | Cambrai – Train / Martin Martine ⥋ Cambrai – Jules Ferry                                    | Cambrai – Train / Martin Martine ⥋ Cambrai – Jules Ferry                                    | Cambrai – Train / Martin Martine ⥋ Cambrai – Jules Ferry                                    | Cambrai – Train / Martin Martine ⥋ Cambrai – Jules Ferry                                    | Cambrai – Train / Martin Martine ⥋ Cambrai – Jules Ferry                                    |
| ----- | --- | ------------------------------------------------------------------------------------------- | ------------------------------------------------------------------------------------------- | ------------------------------------------------------------------------------------------- | ------------------------------------------------------------------------------------------- | ------------------------------------------------------------------------------------------- | ------------------------------------------------------------------------------------------- | ------------------------------------------------------------------------------------------- | ------------------------------------------------------------------------------------------- |
| S20   | Ouverture / Fermeture 1er septembre 2022 / — | Longueur —                                                                                  | Durée 35-40 min                                                                             | Nb. d’arrêts 20                                                                             | Matériel Crossway                                                                           | Jours de fonctionnement L, Ma, Me, J, V                                                     | Jour / Soir / Nuit / Fêtes O / N / N / N                                                    | Voy. / an —                                                                                 | Exploitant Place Mobilité                                                                   |
| S20   | Desserte : - Commune : Cambrai - Principaux lieux desservis : Gare de Cambrai. |                                                                                             |                                                                                             |                                                                                             |                                                                                             |                                                                                             |                                                                                             |                                                                                             |                                                                                             |
| S20   | Autre : - Amplitude horaire et fréquence : - du lundi au vendredi en période scolaire : de 6 h 55 à 17 h 35 avec deux allers-retours. - Particularités : - Deux départs supplémentaires depuis Jules Ferry sont effectués le mercredi midi. - Date de dernière mise à jour : 6 novembre 2023 |                                                                                             |                                                                                             |                                                                                             |                                                                                             |                                                                                             |                                                                                             |                                                                                             |                                                                                             |
| S20   | Dernière actualisation : — |                                                                                             |                                                                                             |                                                                                             |                                                                                             |                                                                                             |                                                                                             |                                                                                             |                                                                                             |
| S30   | Proville – Grand Bonnier ⥋ Cambrai – Station Bus | Proville – Grand Bonnier ⥋ Cambrai – Station Bus                                            | Proville – Grand Bonnier ⥋ Cambrai – Station Bus                                            | Proville – Grand Bonnier ⥋ Cambrai – Station Bus                                            | Proville – Grand Bonnier ⥋ Cambrai – Station Bus                                            | Proville – Grand Bonnier ⥋ Cambrai – Station Bus                                            | Proville – Grand Bonnier ⥋ Cambrai – Station Bus                                            | Proville – Grand Bonnier ⥋ Cambrai – Station Bus                                            | Proville – Grand Bonnier ⥋ Cambrai – Station Bus                                            |
| S30   | Ouverture / Fermeture 1er septembre 2022 / — | Longueur —                                                                                  | Durée 25 min                                                                                | Nb. d’arrêts 24                                                                             | Matériel Crossway                                                                           | Jours de fonctionnement L, Ma, Me, J, V                                                     | Jour / Soir / Nuit / Fêtes O / N / N / N                                                    | Voy. / an —                                                                                 | Exploitant Place Mobilité                                                                   |
| S30   | Desserte : - Communes : Proville – Cambrai - Principaux lieux desservis : Gare de Cambrai. |                                                                                             |                                                                                             |                                                                                             |                                                                                             |                                                                                             |                                                                                             |                                                                                             |                                                                                             |
| S30   | Autre : - Amplitude horaire et fréquence : - du lundi au vendredi en période scolaire : de 7 h 10 à 17 h 40 avec deux allers-retours. - Particularités : - Un départ supplémentaire depuis Station Bus est effectué le mercredi midi. - Date de dernière mise à jour : 6 novembre 2023 |                                                                                             |                                                                                             |                                                                                             |                                                                                             |                                                                                             |                                                                                             |                                                                                             |                                                                                             |
| S30   | Dernière actualisation : — |                                                                                             |                                                                                             |                                                                                             |                                                                                             |                                                                                             |                                                                                             |                                                                                             |                                                                                             |
| S40   | Neuville-Saint-Rémy – Voltaire / Neuville-Saint-Rémy – Église ⥋ Cambrai – Station Bus | Neuville-Saint-Rémy – Voltaire / Neuville-Saint-Rémy – Église ⥋ Cambrai – Station Bus       | Neuville-Saint-Rémy – Voltaire / Neuville-Saint-Rémy – Église ⥋ Cambrai – Station Bus       | Neuville-Saint-Rémy – Voltaire / Neuville-Saint-Rémy – Église ⥋ Cambrai – Station Bus       | Neuville-Saint-Rémy – Voltaire / Neuville-Saint-Rémy – Église ⥋ Cambrai – Station Bus       | Neuville-Saint-Rémy – Voltaire / Neuville-Saint-Rémy – Église ⥋ Cambrai – Station Bus       | Neuville-Saint-Rémy – Voltaire / Neuville-Saint-Rémy – Église ⥋ Cambrai – Station Bus       | Neuville-Saint-Rémy – Voltaire / Neuville-Saint-Rémy – Église ⥋ Cambrai – Station Bus       | Neuville-Saint-Rémy – Voltaire / Neuville-Saint-Rémy – Église ⥋ Cambrai – Station Bus       |
| S40   | Ouverture / Fermeture 1er septembre 2022 / — | Longueur —                                                                                  | Durée 25-30 min                                                                             | Nb. d’arrêts 19                                                                             | Matériel Crossway                                                                           | Jours de fonctionnement L, Ma, Me, J, V                                                     | Jour / Soir / Nuit / Fêtes O / N / N / N                                                    | Voy. / an —                                                                                 | Exploitant Place Mobilité                                                                   |
| S40   | Desserte : - Communes : Neuville-Saint-Rémy – Cambrai - Principaux lieux desservis : Gare de Cambrai. |                                                                                             |                                                                                             |                                                                                             |                                                                                             |                                                                                             |                                                                                             |                                                                                             |                                                                                             |
| S40   | Autre : - Amplitude horaire et fréquence : - du lundi au vendredi en période scolaire : de 7 h 15 à 18 h 35 avec trois allers-retours. - Particularités : - Un départ supplémentaire depuis Station Bus est effectué le mercredi midi. - Date de dernière mise à jour : 6 novembre 2023 |                                                                                             |                                                                                             |                                                                                             |                                                                                             |                                                                                             |                                                                                             |                                                                                             |                                                                                             |
| S40   | Dernière actualisation : — |                                                                                             |                                                                                             |                                                                                             |                                                                                             |                                                                                             |                                                                                             |                                                                                             |                                                                                             |
| S50   | Cambrai – La Forêt ⥋ Cambrai – Station Bus | Cambrai – La Forêt ⥋ Cambrai – Station Bus                                                  | Cambrai – La Forêt ⥋ Cambrai – Station Bus                                                  | Cambrai – La Forêt ⥋ Cambrai – Station Bus                                                  | Cambrai – La Forêt ⥋ Cambrai – Station Bus                                                  | Cambrai – La Forêt ⥋ Cambrai – Station Bus                                                  | Cambrai – La Forêt ⥋ Cambrai – Station Bus                                                  | Cambrai – La Forêt ⥋ Cambrai – Station Bus                                                  | Cambrai – La Forêt ⥋ Cambrai – Station Bus                                                  |
| S50   | Ouverture / Fermeture 1er septembre 2022 / — | Longueur —                                                                                  | Durée 15-20 min                                                                             | Nb. d’arrêts 13                                                                             | Matériel Crossway                                                                           | Jours de fonctionnement L, Ma, Me, J, V                                                     | Jour / Soir / Nuit / Fêtes O / N / N / N                                                    | Voy. / an —                                                                                 | Exploitant Place Mobilité                                                                   |
| S50   | Desserte : - Commune : Cambrai - Principaux lieux desservis : Gare de Cambrai. |                                                                                             |                                                                                             |                                                                                             |                                                                                             |                                                                                             |                                                                                             |                                                                                             |                                                                                             |
| S50   | Autre : - Amplitude horaire et fréquence : - du lundi au vendredi en période scolaire : de 7 h 15 à 18 h 20 avec un départ de La Forêt le matin et trois départs de Station Bus le soir. - Particularités : - Un départ supplémentaire depuis Station Bus est effectué le mercredi midi. - Date de dernière mise à jour : 6 novembre 2023                                                              |                                                                                             |                                                                                             |                                                                                             |                                                                                             |                                                                                             |                                                                                             |                                                                                             |                                                                                             |
| S50   | Dernière actualisation : — |                                                                                             |                                                                                             |                                                                                             |                                                                                             |                                                                                             |                                                                                             |                                                                                             |                                                                                             |
| S60   | Cambrai – Maison de retraite ⥋ Cambrai – Station Bus | Cambrai – Maison de retraite ⥋ Cambrai – Station Bus                                        | Cambrai – Maison de retraite ⥋ Cambrai – Station Bus                                        | Cambrai – Maison de retraite ⥋ Cambrai – Station Bus                                        | Cambrai – Maison de retraite ⥋ Cambrai – Station Bus                                        | Cambrai – Maison de retraite ⥋ Cambrai – Station Bus                                        | Cambrai – Maison de retraite ⥋ Cambrai – Station Bus                                        | Cambrai – Maison de retraite ⥋ Cambrai – Station Bus                                        | Cambrai – Maison de retraite ⥋ Cambrai – Station Bus                                        |
| S60   | Ouverture / Fermeture 1er septembre 2022 / — | Longueur —                                                                                  | Durée 20 min                                                                                | Nb. d’arrêts 19                                                                             | Matériel Crossway                                                                           | Jours de fonctionnement L, Ma, Me, J, V                                                     | Jour / Soir / Nuit / Fêtes O / N / N / N                                                    | Voy. / an —                                                                                 | Exploitant Place Mobilité                                                                   |
| S60   | Desserte : - Commune : Cambrai - Principaux lieux desservis : Gare de Cambrai. |                                                                                             |                                                                                             |                                                                                             |                                                                                             |                                                                                             |                                                                                             |                                                                                             |                                                                                             |
| S60   | Autre : - Amplitude horaire et fréquence : - du lundi au vendredi en période scolaire : de 7 h 15 à 18 h 35 avec deux départs de Maison de Retraite le matin et trois départs de Station Bus le soir. - Particularités : - Deux départs supplémentaires depuis Station Bus sont effectués le mercredi midi. - Date de dernière mise à jour : 6 novembre 2023                                           |                                                                                             |                                                                                             |                                                                                             |                                                                                             |                                                                                             |                                                                                             |                                                                                             |                                                                                             |
| S60   | Dernière actualisation : — |                                                                                             |                                                                                             |                                                                                             |                                                                                             |                                                                                             |                                                                                             |                                                                                             |                                                                                             |
| S70   | Cambrai – Station Bus ⥋ Cambrai – Lycée Blériot | Cambrai – Station Bus ⥋ Cambrai – Lycée Blériot                                             | Cambrai – Station Bus ⥋ Cambrai – Lycée Blériot                                             | Cambrai – Station Bus ⥋ Cambrai – Lycée Blériot                                             | Cambrai – Station Bus ⥋ Cambrai – Lycée Blériot                                             | Cambrai – Station Bus ⥋ Cambrai – Lycée Blériot                                             | Cambrai – Station Bus ⥋ Cambrai – Lycée Blériot                                             | Cambrai – Station Bus ⥋ Cambrai – Lycée Blériot                                             | Cambrai – Station Bus ⥋ Cambrai – Lycée Blériot                                             |
| S70   | Ouverture / Fermeture 1er septembre 2022 / — | Longueur —                                                                                  | Durée 10 min                                                                                | Nb. d’arrêts 2                                                                              | Matériel Crossway                                                                           | Jours de fonctionnement L, Ma, Me, J, V                                                     | Jour / Soir / Nuit / Fêtes O / N / N / N                                                    | Voy. / an —                                                                                 | Exploitant Place Mobilité                                                                   |
| S70   | Desserte : - Commune : Cambrai - Principaux lieux desservis : Gare de Cambrai. |                                                                                             |                                                                                             |                                                                                             |                                                                                             |                                                                                             |                                                                                             |                                                                                             |                                                                                             |
| S70   | Autre : - Amplitude horaire et fréquence : - du lundi au vendredi en période scolaire : de 7 h 45 à 18 h 0 avec deux départs de Station Bus le matin et trois départs de Lycée Blériot le soir. - Particularités : - Un départ supplémentaire depuis Lycée Blériot est effectué le mercredi midi. - La plupart des courses sont doublées ou triplées. - Date de dernière mise à jour : 6 novembre 2023 |                                                                                             |                                                                                             |                                                                                             |                                                                                             |                                                                                             |                                                                                             |                                                                                             |                                                                                             |
| S70   | Dernière actualisation : — |                                                                                             |                                                                                             |                                                                                             |                                                                                             |                                                                                             |                                                                                             |                                                                                             |                                                                                             |
| S80   | Cambrai – Ancienne Gare / Cambrai – Victor Hugo ⥋ Cambrai – Lamartine | Cambrai – Ancienne Gare / Cambrai – Victor Hugo ⥋ Cambrai – Lamartine                       | Cambrai – Ancienne Gare / Cambrai – Victor Hugo ⥋ Cambrai – Lamartine                       | Cambrai – Ancienne Gare / Cambrai – Victor Hugo ⥋ Cambrai – Lamartine                       | Cambrai – Ancienne Gare / Cambrai – Victor Hugo ⥋ Cambrai – Lamartine                       | Cambrai – Ancienne Gare / Cambrai – Victor Hugo ⥋ Cambrai – Lamartine                       | Cambrai – Ancienne Gare / Cambrai – Victor Hugo ⥋ Cambrai – Lamartine                       | Cambrai – Ancienne Gare / Cambrai – Victor Hugo ⥋ Cambrai – Lamartine                       | Cambrai – Ancienne Gare / Cambrai – Victor Hugo ⥋ Cambrai – Lamartine                       |
| S80   | Ouverture / Fermeture 1er septembre 2022 / — | Longueur —                                                                                  | Durée 20 min                                                                                | Nb. d’arrêts 20                                                                             | Matériel Crossway                                                                           | Jours de fonctionnement L, Ma, Me, J, V                                                     | Jour / Soir / Nuit / Fêtes O / N / N / N                                                    | Voy. / an —                                                                                 | Exploitant Place Mobilité                                                                   |
| S80   | Desserte : - Commune : Cambrai - Principaux lieux desservis : Gare de Cambrai-Annexe. |                                                                                             |                                                                                             |                                                                                             |                                                                                             |                                                                                             |                                                                                             |                                                                                             |                                                                                             |
| S80   | Autre : - Amplitude horaire et fréquence : - du lundi au vendredi en période scolaire : de 7 h 30 à 17 h 50 avec un départ de Ancienne Gare le matin et deux départs de Lamartine le soir. - Particularités : - Le mercredi, les deux départs du soir depuis Lamartine ne sont pas effectués, un départ est assuré le midi. - Date de dernière mise à jour : 6 novembre 2023                           |                                                                                             |                                                                                             |                                                                                             |                                                                                             |                                                                                             |                                                                                             |                                                                                             |                                                                                             |
| S80   | Dernière actualisation : — |                                                                                             |                                                                                             |                                                                                             |                                                                                             |                                                                                             |                                                                                             |                                                                                             |                                                                                             |
| S90   | Cambrai – Bastion ⥋ Cambrai – Lamartine | Cambrai – Bastion ⥋ Cambrai – Lamartine                                                     | Cambrai – Bastion ⥋ Cambrai – Lamartine                                                     | Cambrai – Bastion ⥋ Cambrai – Lamartine                                                     | Cambrai – Bastion ⥋ Cambrai – Lamartine                                                     | Cambrai – Bastion ⥋ Cambrai – Lamartine                                                     | Cambrai – Bastion ⥋ Cambrai – Lamartine                                                     | Cambrai – Bastion ⥋ Cambrai – Lamartine                                                     | Cambrai – Bastion ⥋ Cambrai – Lamartine                                                     |
| S90   | Ouverture / Fermeture 1er septembre 2022 / — | Longueur —                                                                                  | Durée 10-15 min                                                                             | Nb. d’arrêts 15                                                                             | Matériel Crossway                                                                           | Jours de fonctionnement L, Ma, Me, J, V                                                     | Jour / Soir / Nuit / Fêtes O / N / N / N                                                    | Voy. / an —                                                                                 | Exploitant Place Mobilité                                                                   |
| S90   | Desserte : - Commune : Cambrai - Principaux lieux desservis : Gare de Cambrai. |                                                                                             |                                                                                             |                                                                                             |                                                                                             |                                                                                             |                                                                                             |                                                                                             |                                                                                             |
| S90   | Autre : - Amplitude horaire et fréquence : - du lundi au vendredi en période scolaire : de 7 h 40 à 17 h 50 avec un départ de Ancienne Gare et un départ de Station Bus le matin et deux départs de Lamartine le soir. - Particularités : - Un départ supplémentaire depuis Lamartine est effectué le mercredi midi. - Date de dernière mise à jour : 6 novembre 2023                                  |                                                                                             |                                                                                             |                                                                                             |                                                                                             |                                                                                             |                                                                                             |                                                                                             |                                                                                             |
| S90   | Dernière actualisation : — |                                                                                             |                                                                                             |                                                                                             |                                                                                             |                                                                                             |                                                                                             |                                                                                             |                                                                                             |
| S100  | Cambrai – Pyrénées ⥋ Cambrai – Station Bus | Cambrai – Pyrénées ⥋ Cambrai – Station Bus                                                  | Cambrai – Pyrénées ⥋ Cambrai – Station Bus                                                  | Cambrai – Pyrénées ⥋ Cambrai – Station Bus                                                  | Cambrai – Pyrénées ⥋ Cambrai – Station Bus                                                  | Cambrai – Pyrénées ⥋ Cambrai – Station Bus                                                  | Cambrai – Pyrénées ⥋ Cambrai – Station Bus                                                  | Cambrai – Pyrénées ⥋ Cambrai – Station Bus                                                  | Cambrai – Pyrénées ⥋ Cambrai – Station Bus                                                  |
| S100  | Ouverture / Fermeture 1er septembre 2022 / — | Longueur 5 km                                                                               | Durée 25 à 30 min                                                                           | Nb. d’arrêts 20                                                                             | Matériel Crossway                                                                           | Jours de fonctionnement L, Ma, Me, J, V                                                     | Jour / Soir / Nuit / Fêtes O / N / N / N                                                    | Voy. / an —                                                                                 | Exploitant Place Mobilité                                                                   |
| S100  | Desserte : - Commune : Cambrai - Principaux lieux desservis : Gare de Cambrai. |                                                                                             |                                                                                             |                                                                                             |                                                                                             |                                                                                             |                                                                                             |                                                                                             |                                                                                             |
| S100  | Autre : - Amplitude horaire et fréquence : - du lundi au vendredi en période scolaire : de 6 h 55 à 18 h 40 avec deux départs de Pyrénées le matin et trois départs de Station Bus le soir. - Particularités : - Deux départs supplémentaires depuis Station Bus sont effectués le mercredi midi. - Date de dernière mise à jour : 6 novembre 2023                                                     |                                                                                             |                                                                                             |                                                                                             |                                                                                             |                                                                                             |                                                                                             |                                                                                             |                                                                                             |
| S100  | Dernière actualisation : — |                                                                                             |                                                                                             |                                                                                             |                                                                                             |                                                                                             |                                                                                             |                                                                                             |                                                                                             |
| S110  | Marcoing / Noyelles-sur-Escaut / Rumilly-en-Cambrésis ⥋ Masnières – Collège Jacques Prévert | Marcoing / Noyelles-sur-Escaut / Rumilly-en-Cambrésis ⥋ Masnières – Collège Jacques Prévert | Marcoing / Noyelles-sur-Escaut / Rumilly-en-Cambrésis ⥋ Masnières – Collège Jacques Prévert | Marcoing / Noyelles-sur-Escaut / Rumilly-en-Cambrésis ⥋ Masnières – Collège Jacques Prévert | Marcoing / Noyelles-sur-Escaut / Rumilly-en-Cambrésis ⥋ Masnières – Collège Jacques Prévert | Marcoing / Noyelles-sur-Escaut / Rumilly-en-Cambrésis ⥋ Masnières – Collège Jacques Prévert | Marcoing / Noyelles-sur-Escaut / Rumilly-en-Cambrésis ⥋ Masnières – Collège Jacques Prévert | Marcoing / Noyelles-sur-Escaut / Rumilly-en-Cambrésis ⥋ Masnières – Collège Jacques Prévert | Marcoing / Noyelles-sur-Escaut / Rumilly-en-Cambrésis ⥋ Masnières – Collège Jacques Prévert |
| S110  | Ouverture / Fermeture 1er septembre 2022 / — | Longueur —                                                                                  | Durée 15-20 min                                                                             | Nb. d’arrêts 20                                                                             | Matériel Crossway                                                                           | Jours de fonctionnement L, Ma, Me, J, V                                                     | Jour / Soir / Nuit / Fêtes O / N / N / N                                                    | Voy. / an —                                                                                 | Exploitant Place Mobilité                                                                   |
| S110  | Desserte : - Communes : Les Rues-des-Vignes – Crèvecœur-sur-l'Escaut – Rumilly-en-Cambrésis – Noyelles-sur-Escaut – Marcoing – Masnières |                                                                                             |                                                                                             |                                                                                             |                                                                                             |                                                                                             |                                                                                             |                                                                                             |                                                                                             |
| S110  | Autre : - Date de dernière mise à jour : 6 novembre 2023 |                                                                                             |                                                                                             |                                                                                             |                                                                                             |                                                                                             |                                                                                             |                                                                                             |                                                                                             |
| S110  | Dernière actualisation : — |                                                                                             |                                                                                             |                                                                                             |                                                                                             |                                                                                             |                                                                                             |                                                                                             |                                                                                             |
| S120  | ? ⥋ Gouzeaucourt – Collège Pharamond Savary | ? ⥋ Gouzeaucourt – Collège Pharamond Savary                                                 | ? ⥋ Gouzeaucourt – Collège Pharamond Savary                                                 | ? ⥋ Gouzeaucourt – Collège Pharamond Savary                                                 | ? ⥋ Gouzeaucourt – Collège Pharamond Savary                                                 | ? ⥋ Gouzeaucourt – Collège Pharamond Savary                                                 | ? ⥋ Gouzeaucourt – Collège Pharamond Savary                                                 | ? ⥋ Gouzeaucourt – Collège Pharamond Savary                                                 | ? ⥋ Gouzeaucourt – Collège Pharamond Savary                                                 |
| S120  | Ouverture / Fermeture 1er septembre 2022 / — | Longueur —                                                                                  | Durée 20 min                                                                                | Nb. d’arrêts 13                                                                             | Matériel Crossway                                                                           | Jours de fonctionnement L, Ma, Me, J, V                                                     | Jour / Soir / Nuit / Fêtes O / N / N / N                                                    | Voy. / an —                                                                                 | Exploitant Place Mobilité                                                                   |
| S120  | Desserte : - Communes : Flesquières – Ribécourt-la-Tour – Villers-Plouich – Honnecourt-sur-Escaut – Villers-Guislain – Gonnelieu – Banteux – Bantouzelle – Gouzeaucourt |                                                                                             |                                                                                             |                                                                                             |                                                                                             |                                                                                             |                                                                                             |                                                                                             |                                                                                             |
| S120  | Autre : - Date de dernière mise à jour : 6 novembre 2023 |                                                                                             |                                                                                             |                                                                                             |                                                                                             |                                                                                             |                                                                                             |                                                                                             |                                                                                             |
| S120  | Dernière actualisation : — |                                                                                             |                                                                                             |                                                                                             |                                                                                             |                                                                                             |                                                                                             |                                                                                             |                                                                                             |
| S130  | Paillencourt ⥋ Iwuy – Collège Jean Moulin | Paillencourt ⥋ Iwuy – Collège Jean Moulin                                                   | Paillencourt ⥋ Iwuy – Collège Jean Moulin                                                   | Paillencourt ⥋ Iwuy – Collège Jean Moulin                                                   | Paillencourt ⥋ Iwuy – Collège Jean Moulin                                                   | Paillencourt ⥋ Iwuy – Collège Jean Moulin                                                   | Paillencourt ⥋ Iwuy – Collège Jean Moulin                                                   | Paillencourt ⥋ Iwuy – Collège Jean Moulin                                                   | Paillencourt ⥋ Iwuy – Collège Jean Moulin                                                   |
| S130  | Ouverture / Fermeture 1er septembre 2022 / — | Longueur —                                                                                  | Durée 20-30 min                                                                             | Nb. d’arrêts 11                                                                             | Matériel Crossway                                                                           | Jours de fonctionnement L, Ma, Me, J, V                                                     | Jour / Soir / Nuit / Fêtes O / N / N / N                                                    | Voy. / an —                                                                                 | Exploitant Place Mobilité                                                                   |
| S130  | Desserte : - Communes : Paillencourt – Estrun – Eswars – Thun-l'Évêque – Thun-Saint-Martin – Iwuy |                                                                                             |                                                                                             |                                                                                             |                                                                                             |                                                                                             |                                                                                             |                                                                                             |                                                                                             |
| S130  | Autre : - Date de dernière mise à jour : 6 novembre 2023 |                                                                                             |                                                                                             |                                                                                             |                                                                                             |                                                                                             |                                                                                             |                                                                                             |                                                                                             |
| S130  | Dernière actualisation : — |                                                                                             |                                                                                             |                                                                                             |                                                                                             |                                                                                             |                                                                                             |                                                                                             |                                                                                             |
| S140  | Cambrai – Fénelon ⥋ Cambrai – Station Bus | Cambrai – Fénelon ⥋ Cambrai – Station Bus                                                   | Cambrai – Fénelon ⥋ Cambrai – Station Bus                                                   | Cambrai – Fénelon ⥋ Cambrai – Station Bus                                                   | Cambrai – Fénelon ⥋ Cambrai – Station Bus                                                   | Cambrai – Fénelon ⥋ Cambrai – Station Bus                                                   | Cambrai – Fénelon ⥋ Cambrai – Station Bus                                                   | Cambrai – Fénelon ⥋ Cambrai – Station Bus                                                   | Cambrai – Fénelon ⥋ Cambrai – Station Bus                                                   |
| S140  | Ouverture / Fermeture 8 novembre 2023 / — | Longueur —                                                                                  | Durée 5 min                                                                                 | Nb. d’arrêts 2                                                                              | Matériel Crossway                                                                           | Jours de fonctionnement Me                                                                  | Jour / Soir / Nuit / Fêtes O / N / N / N                                                    | Voy. / an —                                                                                 | Exploitant Place Mobilité                                                                   |
| S140  | Desserte : - Commune : Cambrai - Principaux lieux desservis : Gare de Cambrai. |                                                                                             |                                                                                             |                                                                                             |                                                                                             |                                                                                             |                                                                                             |                                                                                             |                                                                                             |
| S140  | Autre : - Amplitude horaire et fréquence : - mercredis en période scolaire : de 12 h 5 à 12 h 15 avec unique départ depuis Fénelon. - Date de dernière mise à jour : 6 novembre 2023 |                                                                                             |                                                                                             |                                                                                             |                                                                                             |                                                                                             |                                                                                             |                                                                                             |                                                                                             |
| S140  | Dernière actualisation : — |                                                                                             |                                                                                             |                                                                                             |                                                                                             |                                                                                             |                                                                                             |                                                                                             |                                                                                             |

### Lignes RPI
Les lignes RPI sont des lignes scolaires réservés aux élèves des regroupements pédagogiques intercommunaux (RPI) de l'agglomération.
| Indice     | Desserte                                      |
| ---------- | --------------------------------------------- |
| Ligne RPI1 | Séranvillers-Forenville ↔ Wambaix ↔ Niergnies |
| Ligne RPI2 | Flesquières ↔ Ribécourt-la-Tour               |
| Ligne RPI3 | Villers-Plouich ↔ Gonnelieu ↔ Gouzeaucourt    |
| Ligne RPI4 | Doignies ↔ Boursies ↔ Mœuvres                 |
| Ligne RPI5 | Haynecourt ↔ Blécourt ↔ Sancourt              |
| Ligne RPI5 | Aubencheul-au-Bac ↔ Hem-Lenglet               |

### Transport à la demande
Le service TUC à la demande est un service de transport à la demande (TAD) composé de deux bassins de desserte. Il permet aux usagers de se déplacer entre les communes rurales de la zone de desserte ou vers un arrêt de rabattement d'une ligne à destination ou en provenance de Cambrai.
La zone de desserte « Bassin de Vie Sud » regroupe les communes de Banteux, Bantouzelle, Crèvecœur-sur-l'Escaut, Flesquières, Gonnelieu, Gouzeaucourt, Honnecourt-sur-Escaut, Lesdain, Les Rues-des-Vignes, Ribécourt-la-Tour, Villers-Guislain et Villers-Plouich. Le rabattement vers les arrêts Marcoing – Place De Gaulle ou Masnières – Mairie permet une correspondance avec la ligne 5 vers Cambrai. Le service fonctionne du lundi au vendredi en période scolaire de 9 h 30 à 12 h 0 et de 13 h 15 à 16 h 0 ainsi que les samedis et durant les vacances scolaires de 6 h 30 à 12 h 0 et de 13 h 15 à 18 h 15.
La zone de desserte « Bassin de Vie Iwuy » regroupe les communes de Estrun, Eswars, Naves, Paillencourt, Rieux-en-Cambrésis, Thun-l'Évêque, Thun-Saint-Martin et Villers-en-Cauchies. Le rabattement vers l'arrêt Iwuy – Place permet aux habitants des communes concernées de se déplacer vers Iwuy. Le service fonctionne uniquement le matin avec une dépose à Iwuy à 9 h 13 et une reprise à 12 h 5 ou 12 h 35 selon la période.

## Anciennes lignes

### Lignes urbaines
| Ligne | Caractéristiques | Caractéristiques                                              | Caractéristiques                                              | Caractéristiques                                              | Caractéristiques                                              | Caractéristiques                                              | Caractéristiques                                              | Caractéristiques                                              | Caractéristiques                                              |
| 1     | Cambrai – Station Bus ⥋ Escaudœuvres – Centre Jacques Brel | Cambrai – Station Bus ⥋ Escaudœuvres – Centre Jacques Brel    | Cambrai – Station Bus ⥋ Escaudœuvres – Centre Jacques Brel    | Cambrai – Station Bus ⥋ Escaudœuvres – Centre Jacques Brel    | Cambrai – Station Bus ⥋ Escaudœuvres – Centre Jacques Brel    | Cambrai – Station Bus ⥋ Escaudœuvres – Centre Jacques Brel    | Cambrai – Station Bus ⥋ Escaudœuvres – Centre Jacques Brel    | Cambrai – Station Bus ⥋ Escaudœuvres – Centre Jacques Brel    | Cambrai – Station Bus ⥋ Escaudœuvres – Centre Jacques Brel    |
| ----- | --- | ------------------------------------------------------------- | ------------------------------------------------------------- | ------------------------------------------------------------- | ------------------------------------------------------------- | ------------------------------------------------------------- | ------------------------------------------------------------- | ------------------------------------------------------------- | ------------------------------------------------------------- |
| 1     | Ouverture / Fermeture — / 7 juillet 2022 | Longueur —                                                    | Durée 20 min                                                  | Nb. d’arrêts 15                                               | Matériel MAN Lion's City                                      | Jours de fonctionnement L, Ma, Me, J, V, S                    | Jour / Soir / Nuit / Fêtes O / N / N / N                      | Voy. / an —                                                   | Exploitant Place Mobilité Agglomération de Cambrai            |
| 1     | Desserte : - Communes : Cambrai – Escaudœuvres - Principaux arrêts desservis : Station Bus • Hôtel de Ville • Choque • Pierres Jumelles • Caporal Ségard • Escaudœuvres – Gare • Centre Jacques Brel |                                                               |                                                               |                                                               |                                                               |                                                               |                                                               |                                                               |                                                               |
| 1     | Autre : - Amplitude horaire et fréquence : - du lundi au vendredi en période scolaire : de 6 h 40 à 19 h 20 avec un bus toutes les 40 à 50 minutes. - samedis en période scolaire : de 7 h 10 à 18 h 50 avec un bus toutes les 45 à 60 minutes. - du lundi au samedi durant les vacances scolaires : de 6 h 45 à 18 h 50 avec un bus toutes les 60 à 90 minutes. |                                                               |                                                               |                                                               |                                                               |                                                               |                                                               |                                                               |                                                               |
| 1     | Dernière actualisation : — |                                                               |                                                               |                                                               |                                                               |                                                               |                                                               |                                                               |                                                               |
| 2     | Cambrai – Station Bus ⥋ Cambrai – Lamartine | Cambrai – Station Bus ⥋ Cambrai – Lamartine                   | Cambrai – Station Bus ⥋ Cambrai – Lamartine                   | Cambrai – Station Bus ⥋ Cambrai – Lamartine                   | Cambrai – Station Bus ⥋ Cambrai – Lamartine                   | Cambrai – Station Bus ⥋ Cambrai – Lamartine                   | Cambrai – Station Bus ⥋ Cambrai – Lamartine                   | Cambrai – Station Bus ⥋ Cambrai – Lamartine                   | Cambrai – Station Bus ⥋ Cambrai – Lamartine                   |
| 2     | Ouverture / Fermeture — / 7 juillet 2022 | Longueur —                                                    | Durée 30 min                                                  | Nb. d’arrêts 30                                               | Matériel MAN Lion's City                                      | Jours de fonctionnement L, Ma, Me, J, V, S                    | Jour / Soir / Nuit / Fêtes O / N / N / N                      | Voy. / an —                                                   | Exploitant Place Mobilité Agglomération de Cambrai            |
| 2     | Desserte : - Commune : Cambrai - Principaux arrêts desservis : Station Bus • Hôtel de Ville • Choque • Michelet • Landrecies • Pont de Solesmes • Gare Annexe • 2 Septembre • Mermoz • Centre Crépin • AFPA • Pierre Corneille • Train • Centre Commercial 2 • Lamartine |                                                               |                                                               |                                                               |                                                               |                                                               |                                                               |                                                               |                                                               |
| 2     | Autre : - Amplitude horaire et fréquence : - du lundi au vendredi en période scolaire : de 6 h 35 à 19 h 15 avec un bus toutes les 40 minutes uniquement en heures de pointe. - samedis en période scolaire : de 7 h 20 à 18 h 50 avec un bus toutes les 45 à 60 minutes. - du lundi au samedi durant les vacances scolaires : de 8 h 0 à 18 h 40 avec un bus toutes les 80 minutes. - Particularités : - Certaines courses avaient pour origine ou destination AFPA.            |                                                               |                                                               |                                                               |                                                               |                                                               |                                                               |                                                               |                                                               |
| 2     | Dernière actualisation : — |                                                               |                                                               |                                                               |                                                               |                                                               |                                                               |                                                               |                                                               |
| 3     | Cambrai – Station Bus ⥋ Cambrai – Pyrénées | Cambrai – Station Bus ⥋ Cambrai – Pyrénées                    | Cambrai – Station Bus ⥋ Cambrai – Pyrénées                    | Cambrai – Station Bus ⥋ Cambrai – Pyrénées                    | Cambrai – Station Bus ⥋ Cambrai – Pyrénées                    | Cambrai – Station Bus ⥋ Cambrai – Pyrénées                    | Cambrai – Station Bus ⥋ Cambrai – Pyrénées                    | Cambrai – Station Bus ⥋ Cambrai – Pyrénées                    | Cambrai – Station Bus ⥋ Cambrai – Pyrénées                    |
| 3     | Ouverture / Fermeture — / 7 juillet 2022 | Longueur —                                                    | Durée 20-30 min                                               | Nb. d’arrêts 26                                               | Matériel MAN Lion's City                                      | Jours de fonctionnement L, Ma, Me, J, V, S                    | Jour / Soir / Nuit / Fêtes O / N / N / N                      | Voy. / an —                                                   | Exploitant Place Mobilité Agglomération de Cambrai            |
| 3     | Desserte : - Commune : Cambrai - Principaux arrêts desservis : Station Bus • Hôtel de Ville • Choque • Saint-Géry • Jules Ferry • Centre Nautique • Cathédrale • Saint-Druon • Esnes • Les Hauts de Cambrai • Franche Comté • Centre Commercial 2 • Lamartine • Pyrénées |                                                               |                                                               |                                                               |                                                               |                                                               |                                                               |                                                               |                                                               |
| 3     | Autre : - Amplitude horaire et fréquence : - du lundi au vendredi en période scolaire : de 7 h 15 à 19 h 45 avec un bus toutes les 60 minutes. - samedis en période scolaire : de 7 h 20 à 19 h 45 avec un bus toutes les 90 minutes. - du lundi au samedi durant les vacances scolaires : de 8 h 25 à 18 h 40 avec un bus toutes les 90 minutes. - Particularités : - Les arrêts Saint-Géry, Fénelon, Jules Ferry et Centre Nautique n'étaient desservis qu'à certaines heures. |                                                               |                                                               |                                                               |                                                               |                                                               |                                                               |                                                               |                                                               |
| 3     | Dernière actualisation : — |                                                               |                                                               |                                                               |                                                               |                                                               |                                                               |                                                               |                                                               |
| 4     | Cambrai – Station Bus ⥋ Cambrai – ZAC Puccini | Cambrai – Station Bus ⥋ Cambrai – ZAC Puccini                 | Cambrai – Station Bus ⥋ Cambrai – ZAC Puccini                 | Cambrai – Station Bus ⥋ Cambrai – ZAC Puccini                 | Cambrai – Station Bus ⥋ Cambrai – ZAC Puccini                 | Cambrai – Station Bus ⥋ Cambrai – ZAC Puccini                 | Cambrai – Station Bus ⥋ Cambrai – ZAC Puccini                 | Cambrai – Station Bus ⥋ Cambrai – ZAC Puccini                 | Cambrai – Station Bus ⥋ Cambrai – ZAC Puccini                 |
| 4     | Ouverture / Fermeture — / 7 juillet 2022 | Longueur —                                                    | Durée 25 min                                                  | Nb. d’arrêts 26                                               | Matériel MAN Lion's City                                      | Jours de fonctionnement L, Ma, Me, J, V, S                    | Jour / Soir / Nuit / Fêtes O / N / N / N                      | Voy. / an —                                                   | Exploitant Place Mobilité Agglomération de Cambrai            |
| 4     | Desserte : - Communes : Cambrai – Proville - Principaux arrêts desservis : Station Bus • Hôtel de Ville • Choque • Saint-Géry • Jules Ferry • Centre Nautique • Cathédrale • Belfort • Centre Hospitalier • Barry • Bonavis • Maison de Retraite • Fonds Boulanger • ZAC Verdi • ZAC Puccini |                                                               |                                                               |                                                               |                                                               |                                                               |                                                               |                                                               |                                                               |
| 4     | Autre : - Amplitude horaire et fréquence : - du lundi au vendredi en période scolaire : de 7 h 15 à 19 h 10 avec un bus toutes les 60 minutes. - samedis en période scolaire : de 9 h 5 à 18 h 55 avec un bus toutes les 65 minutes. - du lundi au samedi durant les vacances scolaires : de 7 h 55 à 19 h 0 avec un bus toutes les 70 minutes. - Particularités : - Les arrêts Saint-Géry, Fénelon, Jules Ferry et Centre Nautique n'étaient desservis qu'à certaines heures.   |                                                               |                                                               |                                                               |                                                               |                                                               |                                                               |                                                               |                                                               |
| 4     | Dernière actualisation : — |                                                               |                                                               |                                                               |                                                               |                                                               |                                                               |                                                               |                                                               |
| 5     | Cambrai – Station Bus ⥋ Cambrai – ZAC Puccini | Cambrai – Station Bus ⥋ Cambrai – ZAC Puccini                 | Cambrai – Station Bus ⥋ Cambrai – ZAC Puccini                 | Cambrai – Station Bus ⥋ Cambrai – ZAC Puccini                 | Cambrai – Station Bus ⥋ Cambrai – ZAC Puccini                 | Cambrai – Station Bus ⥋ Cambrai – ZAC Puccini                 | Cambrai – Station Bus ⥋ Cambrai – ZAC Puccini                 | Cambrai – Station Bus ⥋ Cambrai – ZAC Puccini                 | Cambrai – Station Bus ⥋ Cambrai – ZAC Puccini                 |
| 5     | Ouverture / Fermeture — / 7 juillet 2022 | Longueur —                                                    | Durée 25 min                                                  | Nb. d’arrêts 31                                               | Matériel MAN Lion's City                                      | Jours de fonctionnement L, Ma, Me, J, V, S                    | Jour / Soir / Nuit / Fêtes O / N / N / N                      | Voy. / an —                                                   | Exploitant Place Mobilité Agglomération de Cambrai            |
| 5     | Desserte : - Communes : Cambrai – Proville - Principaux arrêts desservis : Station Bus • Hôtel de Ville • Choque • Saint-Géry • Jules Ferry • Centre Nautique • Cathédrale • Belfort • Pagniez • Mairie Proville • Mésanges • Pyramide • Grand Bonnier • Descartes • ZAC Verdi • ZAC Puccini |                                                               |                                                               |                                                               |                                                               |                                                               |                                                               |                                                               |                                                               |
| 5     | Autre : - Amplitude horaire et fréquence : - du lundi au vendredi en période scolaire : de 7 h 20 à 19 h 20 avec un bus toutes les 105 minutes. - samedis en période scolaire : de 8 h 25 à 19 h 0 avec un bus toutes les 110 minutes. - du lundi au samedi durant les vacances scolaires : de 9 h 0 à 19 h 0 avec un bus toutes les 120 minutes. - Particularités : - Les arrêts Saint-Géry, Fénelon, Jules Ferry et Centre Nautique n'étaient desservis qu'à certaines heures. |                                                               |                                                               |                                                               |                                                               |                                                               |                                                               |                                                               |                                                               |
| 5     | Dernière actualisation : — |                                                               |                                                               |                                                               |                                                               |                                                               |                                                               |                                                               |                                                               |
| 6     | Cambrai – Station Bus ⥋ Raillencourt-Sainte-Olle – Petit Bois | Cambrai – Station Bus ⥋ Raillencourt-Sainte-Olle – Petit Bois | Cambrai – Station Bus ⥋ Raillencourt-Sainte-Olle – Petit Bois | Cambrai – Station Bus ⥋ Raillencourt-Sainte-Olle – Petit Bois | Cambrai – Station Bus ⥋ Raillencourt-Sainte-Olle – Petit Bois | Cambrai – Station Bus ⥋ Raillencourt-Sainte-Olle – Petit Bois | Cambrai – Station Bus ⥋ Raillencourt-Sainte-Olle – Petit Bois | Cambrai – Station Bus ⥋ Raillencourt-Sainte-Olle – Petit Bois | Cambrai – Station Bus ⥋ Raillencourt-Sainte-Olle – Petit Bois |
| 6     | Ouverture / Fermeture — / 7 juillet 2022 | Longueur —                                                    | Durée 25 min                                                  | Nb. d’arrêts 22                                               | Matériel MAN Lion's City                                      | Jours de fonctionnement L, Ma, Me, J, V, S                    | Jour / Soir / Nuit / Fêtes O / N / N / N                      | Voy. / an —                                                   | Exploitant Place Mobilité Agglomération de Cambrai            |
| 6     | Desserte : - Communes : Cambrai – Raillencourt-Sainte-Olle – Sailly-lez-Cambrai - Principaux arrêts desservis : Station Bus • Hôtel de Ville • Choque • Saint-Géry • Jules Ferry • Cantimpré • Docks • Ulysse • R.N. – Mairie • Zone Industrielle • Croix Rouge • Sailly – Église • Rue de Sailly • Petit Bois |                                                               |                                                               |                                                               |                                                               |                                                               |                                                               |                                                               |                                                               |
| 6     | Autre : - Amplitude horaire et fréquence : - du lundi au vendredi en période scolaire : de 6 h 45 à 18 h 35 avec un bus toutes les 50 à 60 minutes. - samedis en période scolaire : de 7 h 50 à 18 h 35 avec un bus toutes les 70 à 90 minutes. - du lundi au samedi durant les vacances scolaires : de 7 h 50 à 19 h 25 avec un bus toutes les 60 minutes uniquement en heures de pointe. - Particularités : - L'arrêt Jules Ferry n'était desservi qu'à certaines heures.      |                                                               |                                                               |                                                               |                                                               |                                                               |                                                               |                                                               |                                                               |
| 6     | Dernière actualisation : — |                                                               |                                                               |                                                               |                                                               |                                                               |                                                               |                                                               |                                                               |
| 7     | Cambrai – Station Bus ⥋ Neuville-Saint-Rémy – Mairie | Cambrai – Station Bus ⥋ Neuville-Saint-Rémy – Mairie          | Cambrai – Station Bus ⥋ Neuville-Saint-Rémy – Mairie          | Cambrai – Station Bus ⥋ Neuville-Saint-Rémy – Mairie          | Cambrai – Station Bus ⥋ Neuville-Saint-Rémy – Mairie          | Cambrai – Station Bus ⥋ Neuville-Saint-Rémy – Mairie          | Cambrai – Station Bus ⥋ Neuville-Saint-Rémy – Mairie          | Cambrai – Station Bus ⥋ Neuville-Saint-Rémy – Mairie          | Cambrai – Station Bus ⥋ Neuville-Saint-Rémy – Mairie          |
| 7     | Ouverture / Fermeture — / 7 juillet 2022 | Longueur —                                                    | Durée 15-25 min                                               | Nb. d’arrêts 22                                               | Matériel MAN Lion's City                                      | Jours de fonctionnement L, Ma, Me, J, V, S                    | Jour / Soir / Nuit / Fêtes O / N / N / N                      | Voy. / an —                                                   | Exploitant Place Mobilité Agglomération de Cambrai            |
| 7     | Desserte : - Communes : Cambrai – Neuville-Saint-Rémy - Principaux arrêts desservis : Station Bus • Hôtel de Ville • Choque • Saint-Géry • Jules Ferry • Cantimpré • Docks • Comte d'Artois • Comptoirs Liniers • Fronval • Charles Gide • Bleuets • Marie Curie • Neuville – Mairie |                                                               |                                                               |                                                               |                                                               |                                                               |                                                               |                                                               |                                                               |
| 7     | Autre : - Amplitude horaire et fréquence : - du lundi au vendredi en période scolaire : de 6 h 30 à 18 h 35 avec un bus toutes les 40 à 60 minutes. - samedis en période scolaire : de 8 h 15 à 18 h 25 avec un bus toutes les 45 à 60 minutes. - du lundi au samedi durant les vacances scolaires : de 8 h 15 à 18 h 25 avec sept allers-retours. - Particularités : - L'arrêt Jules Ferry n'était desservi qu'à certaines heures.                                              |                                                               |                                                               |                                                               |                                                               |                                                               |                                                               |                                                               |                                                               |
| 7     | Dernière actualisation : — |                                                               |                                                               |                                                               |                                                               |                                                               |                                                               |                                                               |                                                               |
| 8     | Cambrai – Station Bus ⥋ Cambrai – La Forêt | Cambrai – Station Bus ⥋ Cambrai – La Forêt                    | Cambrai – Station Bus ⥋ Cambrai – La Forêt                    | Cambrai – Station Bus ⥋ Cambrai – La Forêt                    | Cambrai – Station Bus ⥋ Cambrai – La Forêt                    | Cambrai – Station Bus ⥋ Cambrai – La Forêt                    | Cambrai – Station Bus ⥋ Cambrai – La Forêt                    | Cambrai – Station Bus ⥋ Cambrai – La Forêt                    | Cambrai – Station Bus ⥋ Cambrai – La Forêt                    |
| 8     | Ouverture / Fermeture — / 7 juillet 2022 | Longueur —                                                    | Durée 15-20 min                                               | Nb. d’arrêts 16                                               | Matériel MAN Lion's City                                      | Jours de fonctionnement L, Ma, Me, J, V, S                    | Jour / Soir / Nuit / Fêtes O / N / N / N                      | Voy. / an —                                                   | Exploitant Place Mobilité Agglomération de Cambrai            |
| 8     | Desserte : - Commune : Cambrai - Principaux arrêts desservis : Station Bus • Hôtel de Ville • Choque • Saint-Géry • Jules Ferry • Caserne Mortier • Palais de Justice • 1er de Ligne • Église Saint-Roch • Université • La Forêt |                                                               |                                                               |                                                               |                                                               |                                                               |                                                               |                                                               |                                                               |
| 8     | Autre : - Amplitude horaire et fréquence : - du lundi au vendredi en période scolaire : de 7 h 15 à 18 h 50 avec un bus toutes les 50 minutes. - samedis en période scolaire : de 8 h 15 à 18 h 25 avec un bus toutes les 60 minutes. - du lundi au samedi durant les vacances scolaires : de 8 h 25 à 18 h 50 avec un bus toutes les 60 à 120 minutes. - Particularités : - L'arrêt Jules Ferry n'était desservi qu'à certaines heures.                                         |                                                               |                                                               |                                                               |                                                               |                                                               |                                                               |                                                               |                                                               |
| 8     | Dernière actualisation : — |                                                               |                                                               |                                                               |                                                               |                                                               |                                                               |                                                               |                                                               |

### Lignes périurbaines
| Ligne | Caractéristiques | Caractéristiques                                             | Caractéristiques                                             | Caractéristiques                                             | Caractéristiques                                             | Caractéristiques                                             | Caractéristiques                                             | Caractéristiques                                             | Caractéristiques                                             |
| 9     | Cambrai – Station Bus ⥋ Iwuy – Gustave Simon | Cambrai – Station Bus ⥋ Iwuy – Gustave Simon                 | Cambrai – Station Bus ⥋ Iwuy – Gustave Simon                 | Cambrai – Station Bus ⥋ Iwuy – Gustave Simon                 | Cambrai – Station Bus ⥋ Iwuy – Gustave Simon                 | Cambrai – Station Bus ⥋ Iwuy – Gustave Simon                 | Cambrai – Station Bus ⥋ Iwuy – Gustave Simon                 | Cambrai – Station Bus ⥋ Iwuy – Gustave Simon                 | Cambrai – Station Bus ⥋ Iwuy – Gustave Simon                 |
| ----- | --- | ------------------------------------------------------------ | ------------------------------------------------------------ | ------------------------------------------------------------ | ------------------------------------------------------------ | ------------------------------------------------------------ | ------------------------------------------------------------ | ------------------------------------------------------------ | ------------------------------------------------------------ |
| 9     | Ouverture / Fermeture — / 7 juillet 2022 | Longueur —                                                   | Durée 25 min                                                 | Nb. d’arrêts 13                                              | Matériel —                                                   | Jours de fonctionnement L, Ma, Me, J, V, S                   | Jour / Soir / Nuit / Fêtes O / N / N / N                     | Voy. / an —                                                  | Exploitant —                                                 |
| 9     | Desserte : - Communes : Cambrai – Escaudœuvres – Thun-Saint-Martin – Iwuy                                                                                          |                                                              |                                                              |                                                              |                                                              |                                                              |                                                              |                                                              |                                                              |
| 9     | Autre : |                                                              |                                                              |                                                              |                                                              |                                                              |                                                              |                                                              |                                                              |
| 9     | Dernière actualisation : — |                                                              |                                                              |                                                              |                                                              |                                                              |                                                              |                                                              |                                                              |
| 10    | Cambrai – Station Bus ⥋ Villers-en-Cauchies – Joliot Curie | Cambrai – Station Bus ⥋ Villers-en-Cauchies – Joliot Curie   | Cambrai – Station Bus ⥋ Villers-en-Cauchies – Joliot Curie   | Cambrai – Station Bus ⥋ Villers-en-Cauchies – Joliot Curie   | Cambrai – Station Bus ⥋ Villers-en-Cauchies – Joliot Curie   | Cambrai – Station Bus ⥋ Villers-en-Cauchies – Joliot Curie   | Cambrai – Station Bus ⥋ Villers-en-Cauchies – Joliot Curie   | Cambrai – Station Bus ⥋ Villers-en-Cauchies – Joliot Curie   | Cambrai – Station Bus ⥋ Villers-en-Cauchies – Joliot Curie   |
| 10    | Ouverture / Fermeture — / 7 juillet 2022 | Longueur —                                                   | Durée 30 min                                                 | Nb. d’arrêts 15                                              | Matériel —                                                   | Jours de fonctionnement L, Ma, Me, J, V, S                   | Jour / Soir / Nuit / Fêtes O / N / N / N                     | Voy. / an —                                                  | Exploitant —                                                 |
| 10    | Desserte : - Communes : Cambrai – Escaudœuvres – Cauroir – Cagnoncles – Naves – Rieux-en-Cambrésis – Villers-en-Cauchies                                           |                                                              |                                                              |                                                              |                                                              |                                                              |                                                              |                                                              |                                                              |
| 10    | Autre : |                                                              |                                                              |                                                              |                                                              |                                                              |                                                              |                                                              |                                                              |
| 10    | Dernière actualisation : — |                                                              |                                                              |                                                              |                                                              |                                                              |                                                              |                                                              |                                                              |
| 11    | Cambrai – Station Bus ⥋ Cauroir – Centre | Cambrai – Station Bus ⥋ Cauroir – Centre                     | Cambrai – Station Bus ⥋ Cauroir – Centre                     | Cambrai – Station Bus ⥋ Cauroir – Centre                     | Cambrai – Station Bus ⥋ Cauroir – Centre                     | Cambrai – Station Bus ⥋ Cauroir – Centre                     | Cambrai – Station Bus ⥋ Cauroir – Centre                     | Cambrai – Station Bus ⥋ Cauroir – Centre                     | Cambrai – Station Bus ⥋ Cauroir – Centre                     |
| 11    | Ouverture / Fermeture — / 7 juillet 2022 | Longueur —                                                   | Durée 20 min                                                 | Nb. d’arrêts 6                                               | Matériel —                                                   | Jours de fonctionnement L, Ma, Me, J, V, S                   | Jour / Soir / Nuit / Fêtes O / N / N / N                     | Voy. / an —                                                  | Exploitant —                                                 |
| 11    | Desserte : - Communes : Cambrai – Awoingt – Cauroir |                                                              |                                                              |                                                              |                                                              |                                                              |                                                              |                                                              |                                                              |
| 11    | Autre : |                                                              |                                                              |                                                              |                                                              |                                                              |                                                              |                                                              |                                                              |
| 11    | Dernière actualisation : — |                                                              |                                                              |                                                              |                                                              |                                                              |                                                              |                                                              |                                                              |
| 12    | Cambrai – Station Bus ⥋ Esnes – Mairie | Cambrai – Station Bus ⥋ Esnes – Mairie                       | Cambrai – Station Bus ⥋ Esnes – Mairie                       | Cambrai – Station Bus ⥋ Esnes – Mairie                       | Cambrai – Station Bus ⥋ Esnes – Mairie                       | Cambrai – Station Bus ⥋ Esnes – Mairie                       | Cambrai – Station Bus ⥋ Esnes – Mairie                       | Cambrai – Station Bus ⥋ Esnes – Mairie                       | Cambrai – Station Bus ⥋ Esnes – Mairie                       |
| 12    | Ouverture / Fermeture — / 7 juillet 2022 | Longueur —                                                   | Durée 35 min                                                 | Nb. d’arrêts 8                                               | Matériel —                                                   | Jours de fonctionnement L, Ma, Me, J, V, S                   | Jour / Soir / Nuit / Fêtes O / N / N / N                     | Voy. / an —                                                  | Exploitant —                                                 |
| 12    | Desserte : - Communes : Cambrai – Niergnies – Séranvillers-Forenville – Wambaix – Esnes                                                                            |                                                              |                                                              |                                                              |                                                              |                                                              |                                                              |                                                              |                                                              |
| 12    | Autre : |                                                              |                                                              |                                                              |                                                              |                                                              |                                                              |                                                              |                                                              |
| 12    | Dernière actualisation : — |                                                              |                                                              |                                                              |                                                              |                                                              |                                                              |                                                              |                                                              |
| 13a   | Cambrai – Station Bus ⥋ Honnecourt-sur-Escaut – La Rivière | Cambrai – Station Bus ⥋ Honnecourt-sur-Escaut – La Rivière   | Cambrai – Station Bus ⥋ Honnecourt-sur-Escaut – La Rivière   | Cambrai – Station Bus ⥋ Honnecourt-sur-Escaut – La Rivière   | Cambrai – Station Bus ⥋ Honnecourt-sur-Escaut – La Rivière   | Cambrai – Station Bus ⥋ Honnecourt-sur-Escaut – La Rivière   | Cambrai – Station Bus ⥋ Honnecourt-sur-Escaut – La Rivière   | Cambrai – Station Bus ⥋ Honnecourt-sur-Escaut – La Rivière   | Cambrai – Station Bus ⥋ Honnecourt-sur-Escaut – La Rivière   |
| 13a   | Ouverture / Fermeture — / 7 juillet 2022 | Longueur —                                                   | Durée 45 min                                                 | Nb. d’arrêts 22                                              | Matériel —                                                   | Jours de fonctionnement L, Ma, Me, J, V, S                   | Jour / Soir / Nuit / Fêtes O / N / N / N                     | Voy. / an —                                                  | Exploitant —                                                 |
| 13a   | Desserte : - Communes : Cambrai – Rumilly-en-Cambrésis – Masnières – Crèvecœur-sur-l'Escaut – Les Rues-des-Vignes – Bantouzelle – Banteux – Honnecourt-sur-Escaut  |                                                              |                                                              |                                                              |                                                              |                                                              |                                                              |                                                              |                                                              |
| 13a   | Autre : |                                                              |                                                              |                                                              |                                                              |                                                              |                                                              |                                                              |                                                              |
| 13a   | Dernière actualisation : — |                                                              |                                                              |                                                              |                                                              |                                                              |                                                              |                                                              |                                                              |
| 13b   | Cambrai – Station Bus ⥋ Crèvecœur-sur-l'Escaut – Malassise | Cambrai – Station Bus ⥋ Crèvecœur-sur-l'Escaut – Malassise   | Cambrai – Station Bus ⥋ Crèvecœur-sur-l'Escaut – Malassise   | Cambrai – Station Bus ⥋ Crèvecœur-sur-l'Escaut – Malassise   | Cambrai – Station Bus ⥋ Crèvecœur-sur-l'Escaut – Malassise   | Cambrai – Station Bus ⥋ Crèvecœur-sur-l'Escaut – Malassise   | Cambrai – Station Bus ⥋ Crèvecœur-sur-l'Escaut – Malassise   | Cambrai – Station Bus ⥋ Crèvecœur-sur-l'Escaut – Malassise   | Cambrai – Station Bus ⥋ Crèvecœur-sur-l'Escaut – Malassise   |
| 13b   | Ouverture / Fermeture — / 7 juillet 2022 | Longueur —                                                   | Durée 30-35 min                                              | Nb. d’arrêts 22                                              | Matériel —                                                   | Jours de fonctionnement L, Ma, Me, J, V, S                   | Jour / Soir / Nuit / Fêtes O / N / N / N                     | Voy. / an —                                                  | Exploitant —                                                 |
| 13b   | Desserte : - Communes : Cambrai – Rumilly-en-Cambrésis – Masnières – Lesdain – Crèvecœur-sur-l'Escaut                                                              |                                                              |                                                              |                                                              |                                                              |                                                              |                                                              |                                                              |                                                              |
| 13b   | Autre : |                                                              |                                                              |                                                              |                                                              |                                                              |                                                              |                                                              |                                                              |
| 13b   | Dernière actualisation : — |                                                              |                                                              |                                                              |                                                              |                                                              |                                                              |                                                              |                                                              |
| 14    | Cambrai – Station Bus ⥋ Villers-Guislain – Place | Cambrai – Station Bus ⥋ Villers-Guislain – Place             | Cambrai – Station Bus ⥋ Villers-Guislain – Place             | Cambrai – Station Bus ⥋ Villers-Guislain – Place             | Cambrai – Station Bus ⥋ Villers-Guislain – Place             | Cambrai – Station Bus ⥋ Villers-Guislain – Place             | Cambrai – Station Bus ⥋ Villers-Guislain – Place             | Cambrai – Station Bus ⥋ Villers-Guislain – Place             | Cambrai – Station Bus ⥋ Villers-Guislain – Place             |
| 14    | Ouverture / Fermeture — / 7 juillet 2022 | Longueur —                                                   | Durée 50 min                                                 | Nb. d’arrêts 16                                              | Matériel —                                                   | Jours de fonctionnement L, Ma, Me, J, V, S                   | Jour / Soir / Nuit / Fêtes O / N / N / N                     | Voy. / an —                                                  | Exploitant —                                                 |
| 14    | Desserte : - Communes : Cambrai – Marcoing – Noyelles-sur-Escaut – Flesquières – Ribécourt-la-Tour – Villers-Plouich – Gouzeaucourt – Gonnelieu – Villers-Guislain |                                                              |                                                              |                                                              |                                                              |                                                              |                                                              |                                                              |                                                              |
| 14    | Autre : |                                                              |                                                              |                                                              |                                                              |                                                              |                                                              |                                                              |                                                              |
| 14    | Dernière actualisation : — |                                                              |                                                              |                                                              |                                                              |                                                              |                                                              |                                                              |                                                              |
| 15    | Cambrai – Station Bus ⥋ Boursies – Demicourt | Cambrai – Station Bus ⥋ Boursies – Demicourt                 | Cambrai – Station Bus ⥋ Boursies – Demicourt                 | Cambrai – Station Bus ⥋ Boursies – Demicourt                 | Cambrai – Station Bus ⥋ Boursies – Demicourt                 | Cambrai – Station Bus ⥋ Boursies – Demicourt                 | Cambrai – Station Bus ⥋ Boursies – Demicourt                 | Cambrai – Station Bus ⥋ Boursies – Demicourt                 | Cambrai – Station Bus ⥋ Boursies – Demicourt                 |
| 15    | Ouverture / Fermeture — / 7 juillet 2022 | Longueur —                                                   | Durée 50 min                                                 | Nb. d’arrêts 19                                              | Matériel —                                                   | Jours de fonctionnement L, Ma, Me, J, V, S                   | Jour / Soir / Nuit / Fêtes O / N / N / N                     | Voy. / an —                                                  | Exploitant —                                                 |
| 15    | Desserte : - Communes : Cambrai – Fontaine-Notre-Dame – Cantaing-sur-Escaut – Anneux – Mœuvres – Boursies – Doignies                                               |                                                              |                                                              |                                                              |                                                              |                                                              |                                                              |                                                              |                                                              |
| 15    | Autre : |                                                              |                                                              |                                                              |                                                              |                                                              |                                                              |                                                              |                                                              |
| 15    | Dernière actualisation : — |                                                              |                                                              |                                                              |                                                              |                                                              |                                                              |                                                              |                                                              |
| 16    | Cambrai – Station Bus ⥋ Aubencheul-au-Bac – École Maternelle | Cambrai – Station Bus ⥋ Aubencheul-au-Bac – École Maternelle | Cambrai – Station Bus ⥋ Aubencheul-au-Bac – École Maternelle | Cambrai – Station Bus ⥋ Aubencheul-au-Bac – École Maternelle | Cambrai – Station Bus ⥋ Aubencheul-au-Bac – École Maternelle | Cambrai – Station Bus ⥋ Aubencheul-au-Bac – École Maternelle | Cambrai – Station Bus ⥋ Aubencheul-au-Bac – École Maternelle | Cambrai – Station Bus ⥋ Aubencheul-au-Bac – École Maternelle | Cambrai – Station Bus ⥋ Aubencheul-au-Bac – École Maternelle |
| 16    | Ouverture / Fermeture — / 7 juillet 2022 | Longueur —                                                   | Durée 35 min                                                 | Nb. d’arrêts 14                                              | Matériel —                                                   | Jours de fonctionnement L, Ma, Me, J, V, S                   | Jour / Soir / Nuit / Fêtes O / N / N / N                     | Voy. / an —                                                  | Exploitant —                                                 |
| 16    | Desserte : - Communes : Cambrai – Raillencourt-Sainte-Olle – Haynecourt – Sancourt – Abancourt – Fressies – Aubencheul-au-Bac                                      |                                                              |                                                              |                                                              |                                                              |                                                              |                                                              |                                                              |                                                              |
| 16    | Autre : |                                                              |                                                              |                                                              |                                                              |                                                              |                                                              |                                                              |                                                              |
| 16    | Dernière actualisation : — |                                                              |                                                              |                                                              |                                                              |                                                              |                                                              |                                                              |                                                              |
| 17    | Cambrai – Station Bus ⥋ Hem-Lenglet – Rue des Acacias | Cambrai – Station Bus ⥋ Hem-Lenglet – Rue des Acacias        | Cambrai – Station Bus ⥋ Hem-Lenglet – Rue des Acacias        | Cambrai – Station Bus ⥋ Hem-Lenglet – Rue des Acacias        | Cambrai – Station Bus ⥋ Hem-Lenglet – Rue des Acacias        | Cambrai – Station Bus ⥋ Hem-Lenglet – Rue des Acacias        | Cambrai – Station Bus ⥋ Hem-Lenglet – Rue des Acacias        | Cambrai – Station Bus ⥋ Hem-Lenglet – Rue des Acacias        | Cambrai – Station Bus ⥋ Hem-Lenglet – Rue des Acacias        |
| 17    | Ouverture / Fermeture — / 7 juillet 2022 | Longueur —                                                   | Durée 30 min                                                 | Nb. d’arrêts 11                                              | Matériel —                                                   | Jours de fonctionnement L, Ma, Me, J, V, S                   | Jour / Soir / Nuit / Fêtes O / N / N / N                     | Voy. / an —                                                  | Exploitant —                                                 |
| 17    | Desserte : - Communes : Cambrai – Tilloy-lez-Cambrai – Cuvillers – Bantigny – Blécourt – Hem-Lenglet                                                               |                                                              |                                                              |                                                              |                                                              |                                                              |                                                              |                                                              |                                                              |
| 17    | Autre : |                                                              |                                                              |                                                              |                                                              |                                                              |                                                              |                                                              |                                                              |
| 17    | Dernière actualisation : — |                                                              |                                                              |                                                              |                                                              |                                                              |                                                              |                                                              |                                                              |
| 18    | Cambrai – Station Bus ⥋ Paillencourt – Faubourg | Cambrai – Station Bus ⥋ Paillencourt – Faubourg              | Cambrai – Station Bus ⥋ Paillencourt – Faubourg              | Cambrai – Station Bus ⥋ Paillencourt – Faubourg              | Cambrai – Station Bus ⥋ Paillencourt – Faubourg              | Cambrai – Station Bus ⥋ Paillencourt – Faubourg              | Cambrai – Station Bus ⥋ Paillencourt – Faubourg              | Cambrai – Station Bus ⥋ Paillencourt – Faubourg              | Cambrai – Station Bus ⥋ Paillencourt – Faubourg              |
| 18    | Ouverture / Fermeture — / 7 juillet 2022 | Longueur —                                                   | Durée 30 min                                                 | Nb. d’arrêts 15                                              | Matériel —                                                   | Jours de fonctionnement L, Ma, Me, J, V, S                   | Jour / Soir / Nuit / Fêtes O / N / N / N                     | Voy. / an —                                                  | Exploitant —                                                 |
| 18    | Desserte : - Communes : Cambrai – Neuville-Saint-Rémy – Ramillies – Eswars – Thun-l'Évêque – Estrun – Paillencourt                                                 |                                                              |                                                              |                                                              |                                                              |                                                              |                                                              |                                                              |                                                              |
| 18    | Autre : |                                                              |                                                              |                                                              |                                                              |                                                              |                                                              |                                                              |                                                              |
| 18    | Dernière actualisation : — |                                                              |                                                              |                                                              |                                                              |                                                              |                                                              |                                                              |                                                              |

## Exploitation du réseau

### Exploitant
Depuis le 1er juillet 2021, le groupe Place Mobilité, via sa filiale Place Mobilité Agglomération de Cambrai, exploite le réseau de bus de Cambrai (nommé Transports Urbains du Cambrésis, abrégé TUC) pour une durée de 8 années.

### Parc de véhicules
Les véhicules de Place Mobilité, ainsi que ceux de sa filiale Place Mobilité Agglomération de Cambrai sont remisés au dépôt de Cambrai.
Le réseau de bus TUC est doté d'un parc de véhicules composé de minibus, midibus et autocars interurbains:

#### Minibus
| Constructeur  | Modèle           | Nombre d'unités | Numéros de parc | Période de mise en service | Affectation(s) | Remarque(s)                                                                                      |
| ------------- | ---------------- | --------------- | --------------- | -------------------------- | --- | ------------------------------------------------------------------------------------------------ |
| Ford          | Transit          | 1               | 6803            | Depuis Avril 2011          | - | -                                                                                                |
| Indcar        | Mobi LE          | 6               | 6805-6810       | Depuis Juin 2022           | Ligne 1 · Ligne 2 · Ligne 3 · Ligne 4 · Ligne 10 · Ligne 11 · Ligne 12 · Ligne 13 · Ligne 14 · Ligne 15 · Ligne 16 · Ligne 17 · Ligne 18 · Ligne N1 · Ligne N2 · Ligne N3 · Ligne S30 · Ligne S40 · Ligne S80 | Véhicules arborant la livrée TUC v2                                                              |
| Iveco Bus     | Daily Access GNV | 4               | 26-29           | Depuis Février 2023        | Ligne 2 · Ligne 3 · Ligne 4 · Ligne N1 · Ligne N2 | Véhicules arborant la livrée TUC v2                                                              |
| Karsan        | e-Jest           | 1               | 6600            | Depuis Juin 2022           | Ligne N3 | Véhicule arborant la livrée TUC v2                                                               |
| Mercedes-Benz | Sprinter II      | 1               | 6802            | Depuis Septembre 2009      | Ligne 13 · Ligne N1 · Ligne N2 · Ligne N3 | Ex-Goddyn Voyages depuis le 1er septembre 2018 Véhicule arborant la livrée Place Mobilité orange |
| Vehixel       | D City           | 1               | 6800            | Depuis Mai 2017            | - | Ex-Place Autocars depuis le 1er juillet 2022                                                     |

#### Midibus
| Constructeur | Modèle          | Nombre d'unités | Numéros de parc | Période de mise en service | Affectation(s)                                             | Remarque(s)                                                                   |
| ------------ | --------------- | --------------- | --------------- | -------------------------- | ---------------------------------------------------------- | ----------------------------------------------------------------------------- |
| Heuliez Bus  | GX 137          | 1               | 11              | Depuis Septembre 2014      | Ligne 1 · Ligne 2 · Ligne 3 · Ligne 4 · Ligne 5 · Ligne 16 | Ex-Cars Lacroix depuis le 1er juillet 2022 Véhicule arborant la livrée TUC v2 |
| Iveco Bus    | Urbanway 10 GNV | 4               | 2-5             | Depuis Juin 2022           | Ligne 1 · Ligne 2 · Ligne 3 · Ligne 4 · Ligne 5 · Ligne N4 | Véhicules arborant la livrée TUC v2                                           |

#### Autocars interurbains
| Constructeur | Modèle           | Nombre d'unités | Numéros de parc                            | Période de mise en service         | Affectation(s) | Remarque(s) |
| ------------ | ---------------- | --------------- | ------------------------------------------ | ---------------------------------- | --- | --- |
| Irisbus      | Crossway         | 1               | 8304                                       | Depuis Mars 2009                   | Ligne 10 · Ligne 11 · Ligne 12 · Ligne S50 · Ligne S60 · Ligne S100 · Ligne S110 · Ligne S120 · Ligne S130 | Ex-Goddyn Voyages depuis le 1er septembre 2018 |
| Irisbus      | Crossway LE Line | 1               | 4136                                       | Depuis Septembre 2010              | Ligne 1 · Ligne 5 · Ligne 10 | - |
| Iveco Bus    | Crossway LE Line | 3               | 7100-7102                                  | Entre Janvier 2020 et Juillet 2021 | Ligne 1 · Ligne 5 · Ligne N4 · Ligne 9 · Ligne 14 · Ligne 16 · Ligne S50 · Ligne S60 | Véhicules arborant la livrée TUC v2 blanche |
| Iveco Bus    | Crossway Line    | 1               | 6317                                       | Depuis Juin 2015                   | Ligne 2 · Ligne 10 · Ligne 14 | Ex-Goddyn Voyages depuis le 1er septembre 2018 Véhicule arborant la livrée Place Mobilité bleue                                                                                           |
| Iveco Bus    | Crossway Pop     | 28              | 6313-6314, 7200-7213, 7215-7218, 7302-7309 | Entre Septembre 2014 et Avril 2023 | Ligne 2 · Ligne 5 · Ligne 9 · Ligne 10 · Ligne 11 · Ligne 12 · Ligne 13 · Ligne 14 · Ligne 15 · Ligne 16 · Ligne 17 · Ligne 18 · Ligne Z1 · Ligne N4 · Ligne S20 · Ligne S30 · Ligne S40 · Ligne S50 · Ligne S60 · Ligne S70 · Ligne S80 · Ligne S90 · Ligne S100 · Ligne S110 · Ligne S120 · Ligne S130 · Ligne S140 | 6314 : Ex-Goddyn Voyages depuis le 1er septembre 2018 7200-7201, 7215-7218 : Ex-Les Cars du Hainaut depuis les 1er avril 2023 et 1er mai 2023 Véhicules arborant la livrée TUC v2 blanche |

### Anciens véhicules

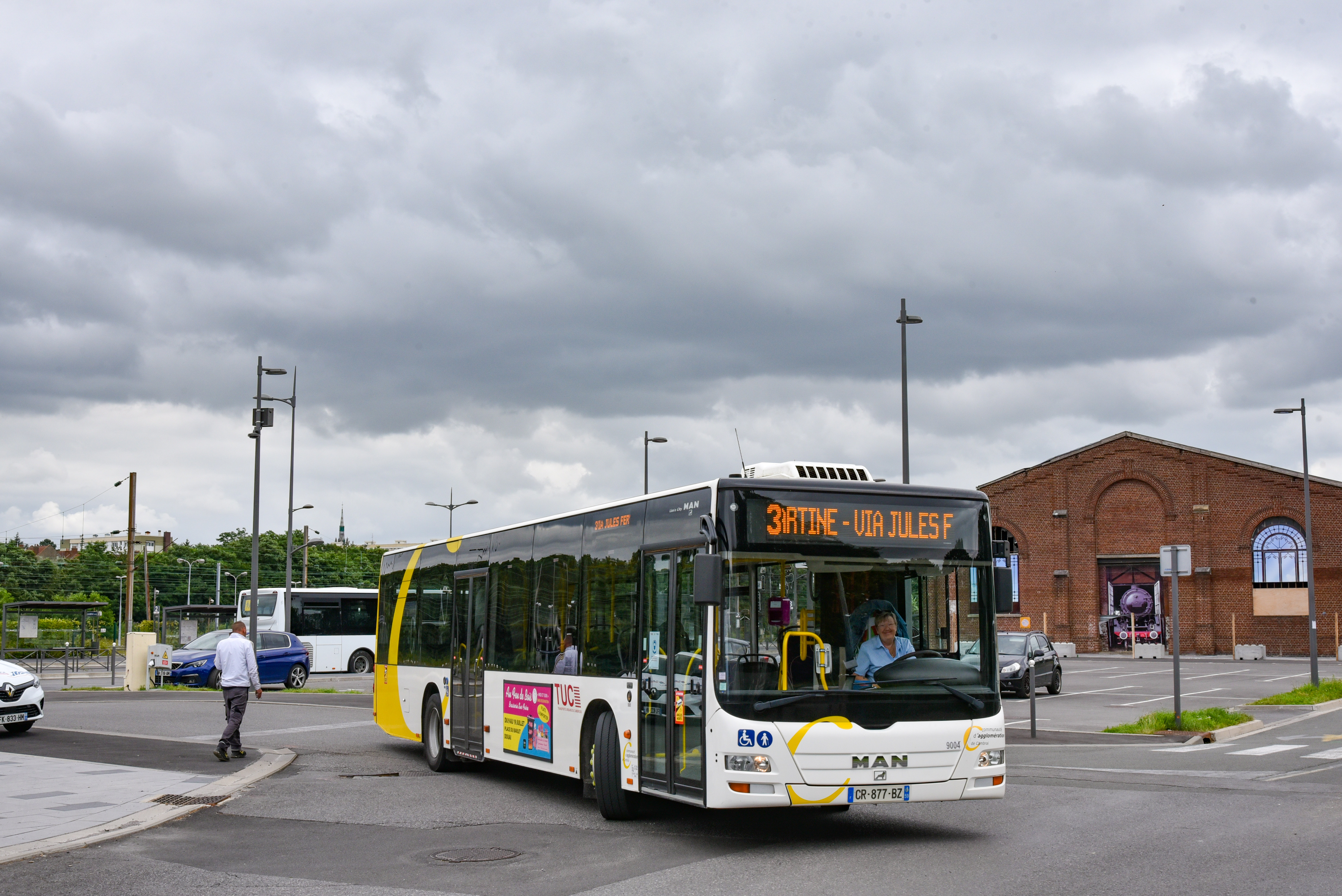
MAN Lion's City anciennement sur le réseau

En 2002, le parc de véhicules des CFC était composé d'autobus articulés Renault PR 180 acquis d'occasion, de Renault S 105, PR 100 et PR 112 ainsi que des Van Hool A500 et A308. Des Agora S et des Citelis 12 ont été acquis par la suite.
Le parc urbain était auparavant constitué d'autobus MAN Lion's City acquis en 2013.

## Tarification et financement

### Tarification
La tarification du réseau comprend des tickets unitaires et des abonnements mensuels et annuels.
Les tickets unitaires sont valables sur l'ensemble du réseau durant une heure, correspondances incluses. Ils sont vendus à bord des véhicules en espèces uniquement ou bien par le biais d'une application mobile.
La gamme d'abonnements comprend des tarifs dégressifs en fonction de l'âge et des revenus des usagers. Ces abonnements sont chargés sur une carte Pass Pass.
La gratuité est accordée aux enfants de moins de dix ans sans aucune autre condition, mais aussi aux élèves des RPI, collégiens, lycéens, étudiants, apprentis, aux personnes âgées de plus de 60 ans, ainsi qu'aux usagers du TPMR Mobi+, à condition de résider dans l'une des 55 communes de la communauté d'agglomération. L'accès aux navettes N1 à N4 est également gratuit pour tous sans condition. Enfin, le réseau est gratuit pour tous les usagers le samedi.
Une agence commerciale est présente au sein de la Maison de la Mobilité qui se situe Place Maurice Schumann - à côté de la Station Bus - et permet la vente et la création d'abonnements.